# 占星四書

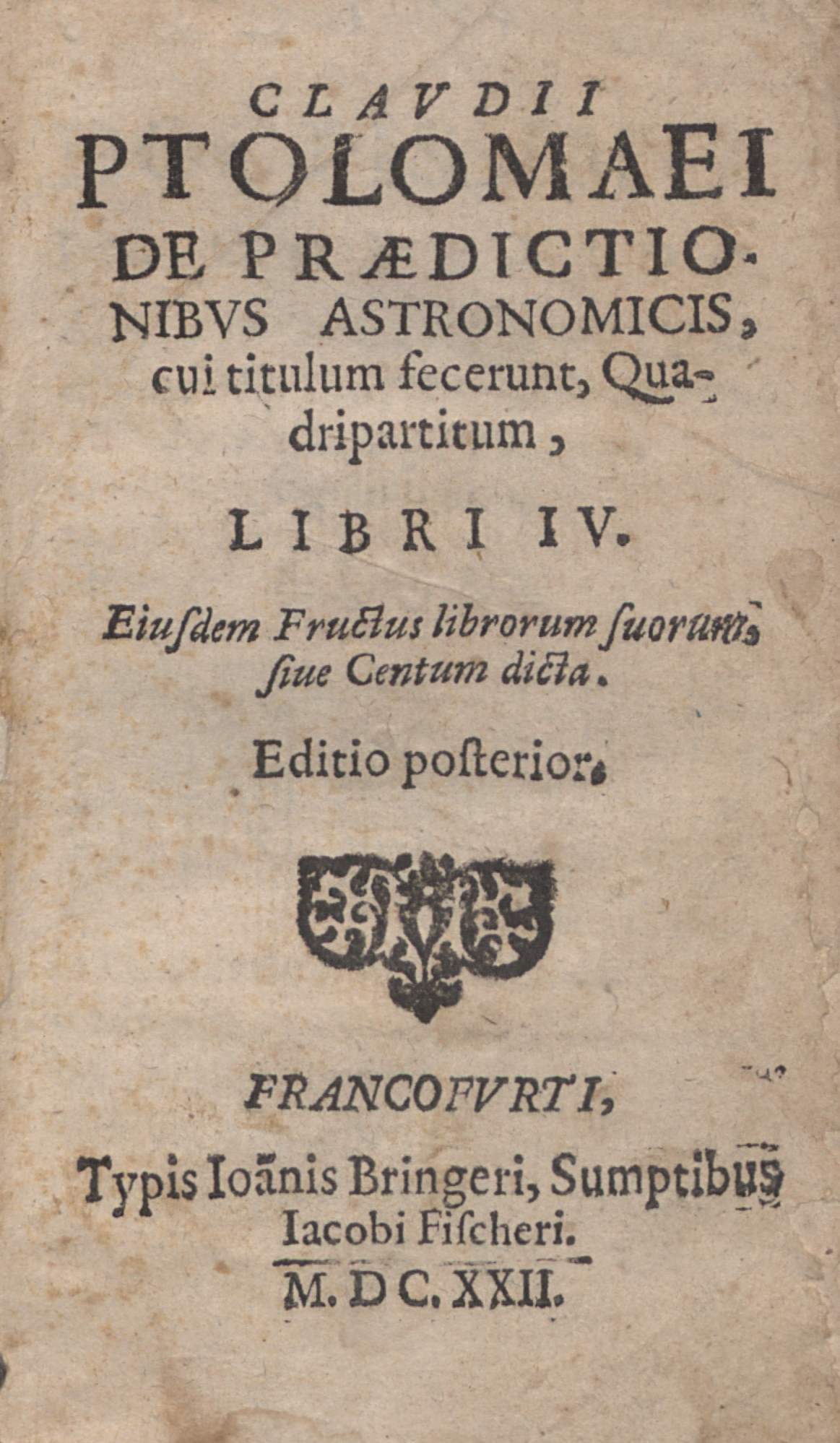
《占星四書》（Quadripartitum），1622年。

《占星四書》（英文：Tetrabiblos；希臘文，原文意義就是「四書」，譯為「占星四書」以免和儒家之「四書」混淆），在古希臘文中又名為Apotelesmatiká（Αποτελεσματικά，英文字型寫作Apotelesmatic），原文的意義為“論影響”，但是在中文語境裡其箇中含意可理解為“星辰对人类命运的影响力”或“天體運行對人類命運的影響力”；除此之外拉丁文另稱之為Quadripartitum，原文的意義為“四卷”，《占星四書》內容主要是講述關於自然哲學以及占星術的學問，是一部有關占星術哲理與應用的極重要典籍，乃是亞歷山卓學者托勒密（约西元90年～约西元168年）在二世紀所成書，是托勒密四本重要著作之一，由于该书与古老占星术颇有渊源，後代许多占星术上的法則亦承襲自该书，導致《占星四書》直到今日仍被學習古典占星術的人士研读及广泛引用。
托勒密的著作中被視為與《占星四書》同為姊妹篇的《至大論》──此書曾經對天文學的影響超過一千四百多年，是一部權威性著作；同樣地，《占星四書》則這部作品在占星術層面的影響與《至大論》在天文學情況一樣也是相當廣泛，它是研究天體運行對世俗事件造成的作用。然而《至大論》今天已被哥白尼所提出以「受太陽引力約束在一起的恆星系統」學說──日心說（或稱為日心模型〔Heliocentric model〕）給取代，而《占星四書》則不同，仍然在占星學界裡是一部重要理論與實務的典籍，在今日依然對占星學界留下重要的論據，就致力於占星學研究的專家或者是學習態度嚴謹的占星術學員來說，托勒密這部著作可說是「必修」教材，被占星學界喻為不可或缺的重要著作，它之所以如此備受推崇，可能原因出在該書內容本質上是占星技藝的闡釋與占星知識的綱要，而非一本使用指南。
書中除了提綱挈領地概述占星術的實務技巧外，托勒密更是以自然界題材為占星術作出哲學性的論辯（換句話說就是為占星術這項技藝做出正當解釋與護航），也因如此反而有利於占星術在西歐中世紀期間能夠被基督教神學所接納，並且可以在修道院內研習，令此一技藝得以深植西方文化而不中輟。到了文藝復興時期，托勒密所傳授的占星學則被列入大學博雅教育之中，是三文四藝的學科之一，同時也對醫學研究和文學作品產生莫大的影響。
十七世纪初，雖然托勒密的占星學仍在欧洲大学的课堂上被讲授著，但是從十六世紀開始歐洲卻經歷一場科學革命，在這場變革中，數學、物理學、天文學、生物學（包括人體解剖學）與化學等學科皆出現突破性的進步，這些知識改變了人類對於自然的眼界及心態。隨著時間推移至十七世紀末，托勒密著作與他所總結的占星原則相比科學革命所帶來的成果而言，便呈現出無法適應時代思潮的窘態，因此被當時人們以「存在陳舊過時觀點」以及「基於迷信」之理由而遭受批判，也連帶《占星四書》這部著作在知識份子心目中崇高地位即告崩潰。但是客觀而言，托勒密總結古人占星智慧之大成，在他的年代不若近現代科學知識突飛猛進，而人們卻常以自身時代背景來看待古人的見解，反而不能真正體會古人所處時空於客觀條件上的拘限，如仔細考察那些批判，倒不難發現多為識見淺短之輩的言論，若非學養豐富之士實難以對此做評論。而若從其他角度來看，世人也常常懷疑此書是否乃托勒密所著？主要因素是人們不希望將這位古代偉大的自然哲學及科學家和“迷信”的形象聯想在一起。雖然這種觀點也曾佔上風，但是在古代科學家與占星術士、鍊金術士這樣身分重疊是很正常的。因此可以合理認定此書的確出自托勒密手筆。
《占星四書》的歷史價值在於它是相當古老且為人所知的文獻，中世紀與文藝復興時代皆有相關評論發行。此書已被多位人士給抄錄、評論、轉述、節錄，以及翻譯成不同的語言。最新的希臘文版是德國學者沃爾夫岡·休伯納所著，在1998年托伊布內爾文庫（簡稱托氏文庫）出版。該書在中世紀亦流播至中土，
有日本學者推測，西域唐居人李彌乾（李弼乾）所傳入的《都利聿斯经》（或翻譯為《都赖聿斯经》）或許就是《占星四書》，都利聿斯或為唐代對“托勒密”的译名。明朝時根據回回文版本重譯，題為《回回天文書》；清代則由薛鳳祚偕同耶穌會傳教士穆尼閣合譯，時名《天步真原》。另外現代首部漢譯本的《占星四書》是由中華民國占星協會創始會長林樂卿先生（筆名：星宿老師）所翻譯（2017年），日文版為小椋素翻譯（2022年）；這部古典鉅著被中國學者江曉原教授讚譽是「星占之王」；日本人中山茂在他著作《西洋占星術史：是科學還是魔法？最有趣的古今天文觀測與世紀爭論》（『西洋占星術史：科学と魔術のあいだ』）對《占星四書》也有客觀評論。

## 概述與影響力
請注意：為了防止在翻譯過程中原意流失，本條目有關原文引用部分將會採取保留原文以提供作為譯文的對照，期能保障如實且完整的了解其主旨。

《占星四書》為知名的學者克勞狄烏斯·托勒密（具有地理學家、數學家、天文學家、占星學家多重身份）在埃及所編輯的四本書目，其書名Tetrabiblos在原稿的意義是稱作「四部數學論（希臘文：Μαθηματικὴ τετράβιβλος σύνταξις；英譯：Mathematical treatise in four books）」，另外此書又被稱為「寫給賽芮斯（Syrus）的預言（希臘文：Τὰ πρὸς Σύρον ἀποτελεσματικά；英譯：The prognostics addressed to Syrus）」。托勒密在書中論及天體運行冥冥之中會對世間生命以及物理現象具有一定的影響力，其占星術理論及實務皆具備哲學與科學性質，因為他將數學置於所有哲學──包含理論和實務──的基礎，讓數學生活方式作為人類走向完美的真正道路。
《占星四書》許多內容是彙總托勒密所處年代以前的占星資料，並且這本著作直到今日也仍是占星學界必備經典教材，托勒密在書中所述諸多占星法則至今依然被奉為圭臬，其占星研究一直是西洋占星學的基石。蒲洛克勒斯也曾對這本著作寫過註釋。本書主要特點是以自然現象作為主題來講述，他並沒有採用神祕學或是希臘神話詮釋占星術，托勒密也在第一章公開反對「江湖騙子」，書中亦描述此輩多以武斷口吻預測事件。
托勒密被後人稱為“最著名希臘占星學家”以及“極具影響力專業占星權威”。他的《占星四書》因為是西洋命理界一部重要參考典籍，因此被人形容為“在一千年或更長歲月中的占星作家間，几乎享有如同《聖經》般權威的地位”，並且萊利（Riley）在他書中寫道這是一部「實質上的占星術《聖經》」。該書是托勒密於西元二世紀中葉在亞歷山卓編纂，這部著作從首次出版的時候就已經搜集了相關的評論。它在西元九世紀翻譯成阿拉伯文，並且被描述為“迄今為止中世紀伊斯蘭占星學最有影響力的經典”。1138年，蒂沃利的柏拉圖（Plato of Tivoli，又名柏拉圖·提布提努斯〔Plato Tiburtinus〕）在西班牙逗留期間，首度將這部著作從阿拉伯文翻譯成拉丁文。
隨著《占星四書》在十二世紀中被翻譯成拉丁文，“托勒密占星學”被艾爾伯圖斯·麥格努斯（大阿爾伯特）與聖托馬斯·阿奎那整合到中世紀的基督教教義範疇內；阿奎那師從大阿爾伯特，師徒二人立場是擁護占星術，而相關內容可從阿奎那著作《神學大全》一書找到他對此所做的論證。由於神學上的認可與包容，故而促進了托勒密占星學能在大學講堂教導，但通常是與醫學研究結合有關。得力於宗教支持與大學傳授的優勢下，出乎意料是對文學作品也帶來偌大影響，像是但丁的作品就是一個顯著例子，這些作品有助於西歐中世紀期間關乎道德、宗教以及宇宙论範式的塑造。《占星四書》也為文藝復興時代占星術學理奠定了基本准则规范，並且在文藝復興時代與近代早期欧洲中的一些頂尖大學課堂上是一本必修教材。
歐洲大學教授托勒密占星學的課程一直持續到十七世紀，但是從十七世紀中葉起，占星術教學已經無法再被推崇為博雅教育的學科之一了，相對的該時代知識分子卻是费盡心思要努力維持其學問的地位於不墜。因為关于是否仍然該把占星学作为博雅教育一項學科的争论开始兴起了，在這個啟蒙運動時期理性主義當道，《占星四書》內容開始招致世人質疑且備受科學的挑戰。此書被十七世紀評論家安東尼奧·梅倫達（Antonio Merenda）污名成“惡魔占卜術（a diabolical art of divination）”，並就其主題寫道：“沒有一種迷信方技會比托勒密占星術更适合實現魔鬼的目標（no superstitious art is more fitted to forward the aims of the devil than the astrology of Ptolemy）”；可以見得當時世人對托勒密的批判相當苛刻，甚至到嚴重詆毀及醜化地步，值得一提的是梅倫達並非天文學家，乃義大利帕維亞大學民法教授。依宏觀歷史視角看待，占星術從美索不達米亞文明開始發展以來，中間歷經多人努力完善其內容，而到了托勒密時代則是一個重要轉折點：褪去原有宗教色彩而趨向理性科學的態度；《占星四書》更是作者總集古人占星研究結晶之大成，是不折不扣的科學著作，加上托勒密本身是古代希臘化世界學識淵博的通儒，其智慧是後人難以望其項背，縱使地心說已被日心說取代，但是哥白尼還是站在托勒密學術成果的基礎上提出地球繞太陽運行，實質上並沒有多大超越。此外，古代觀察星象因為不似近現代的科學家能運用精密觀測儀器，那個時代是以肉眼來觀天象，此作法能夠看到最遠的天體僅止於土星而已。
十七世紀末占星學的知識地位迅速崩潰也同時讓從事占星術研究的知識分子或學者遭受波及，他們被貼上「迷信」、「落後」標籤，然而《占星四書》在世界文化上的歷史影響則依然持續令專攻古典哲學與古典时期科學史的學者關注。它還是保持作為現代西方占星術從業者眼中一部舉足輕重的經典教材地位，並且這部古代典籍英譯本是由十八、十九以及二十世紀占星學家所發行出版。據二十世紀早期人文主義者兼占星學家丹·鲁德海尔（Dane Rudhyar）報導稱，他那個時代占星學“幾乎完全来源于亞歷山卓占星學家克勞狄烏斯·托勒密的作品（originated almost entirely in the work of the Alexandrian astrologer, Claudius Ptolemy）”。是故，占星學的理論與實務早已在此書臻於完備，足以供後人繼承，即便是二十一世紀占星教材也將《占星四書》評價為“毫無疑問，對於任何一位認真的占星學員而言是不可或缺（without a doubt, indispensable for any serious student of astrology）”。克里斯．布里南（Chris Brennan）於2017年出版的《希臘占星學：命定與吉凶的研究》（Hellenistic Astrology: The Study of Fate and Fortune）一書亦有稍微論及托勒密占星學與《占星四書》，該作者致力挖掘與發揚瀕臨失傳的古代占星預測技巧。
《占星四書》這部鉅著能夠維持長久的重要性可以歸結以下幾項因素：托勒密同时具備古代世界最偉大的哲學家與科學家兩種聲譽，從占星領域上來看，這份文獻重要性在於它是最古老且完整的一份手稿，以及托勒密對占星解讀之次序與特點是前所未見的，故而不失其歷史價值和指導作用。

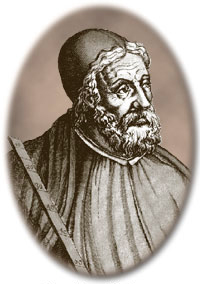
十六世紀托勒密木刻版畫，出自“Les vrais portraits et vies des hommes illustres（漢譯：歷史上傑出男子肖像）”，巴黎，1584年，f°87。

“托勒密占星學的顯著特徵”是被描述為“受到他那個時代哲學與科學精神的啟發”，可以說最能反映古典時代學術思想和治學方法。托勒密著述那個時代的“物理學”是被定義為自然哲學，他對恆星效應描述是採用亞里士多德提出的四種氣質（認為世界上萬物本原乃是冷、熱、乾、濕這四種原始性質，而四元素則由這些原始性質依不同比例組合而形成）來表達，這與“萬物一體”和“宇宙和諧”的哲學概念相對立。他的目的是以自然哲學詞語來闡釋占星學基本原理，是故這部著作也因其對缺乏直接天文基礎的占星預測提出駁斥而值得關注：

原文：
... as for the nonsense on which many waste their labour and of which not even a plausible account can be given, this we shall dismiss in favour of the primary natural causes. What, however, admits of prediction we shall investigate, not by means of lots and numbers of which no reasonable explanation can be given, but merely through the science of the aspects of the stars to the places with which they have familiarity, ...
譯文：
…至于許多人浪費他們功夫的胡說八道，甚至連一個合理的解释都無法給出，我們應該駁回這一點，轉而支持主要的自然原因；然而，我們將調查什麼是能夠預測的，並非藉助於無法給出合理解釋的大量數據，而是僅僅通過行星在它們親近宮位彼此間所形成相位的科學研究，…

托勒密由此界定江湖騙子和占星術士的分野，即是否依循科學驗證之學理，掌握這一關鍵足以辨偽。
這本書首先解釋占星學的哲學框架，旨在回答批評家質疑該主題有效性的論點。關於這點，林恩·桑代克（Lynn Thorndike），在他的《魔法和實驗科學史》（History of Magic and Experimental Science）一書中，即如此寫道：“只有占星學的反對者似乎仍然對《占星四書》一無所知，他們繼續對這門方術提出批評，然而這些批評並不適用於托勒密對占星學的介紹，又或者人家早已具體回答過這類批評了。（Only the opponents of astrology appear to have remained ignorant of the Tetrabiblos, continuing to make criticisms of the art which do not apply to Ptolemy's presentation of it or which had been specifically answered by him）”。尼古拉斯·坎皮恩（Nicholas Campion）認為，正是托勒密賦予占星學因果關係或自然主義原理的解釋，使其延續到中世紀和文藝復興時期為止，都能夠作為一門受人尊崇的科學。
《占星四書》大部分內容很可能從早期的紀錄收集而來，且托勒密並非负责發明在書中所提出的占星技巧。他的貢獻是系統地整理資料，以證明占星學是基於邏輯、層次原則。占星學上所謂“行星影響力”通常是指體液變化的氣象效應，人們認為這是由於天體循環帶來了大氣加热、冷卻、濕潤和乾燥效應的相关變化。體液學說也催生出醫療占星術，人們可從自己星盤來計算其體液分配。
《占星四書》在歷史上重要性和影響已被多種古代、中世紀和文藝復興時期所出版關於它的評論，以及許多旨在以通俗易懂方式重現其內容的翻譯和改述版本所證明。此書希臘文本業已轉譯成阿拉伯文、拉丁文與許多現代語文。第一份英譯本直到十八世紀才問世，具體出版年份是1701年，但到十九世紀末，美國占星家盧克·布勞頓（Luke Broughton）在其著作《占星學要素》（Elements of Astrology）中報告說，他至少擁有六種不同的英譯本。東亞地區方面，現代中文版《占星四書》是由台灣「中華民國占星學會」創始會長林樂卿先生（筆名：星宿老師）首度翻譯。日文版則是由小椋素翻譯，並以漢字『占星四書』題名，2022年10月3日發表於日文維基文庫；至此，將“占星四書”作為“Tetrabiblos”的譯名不再局限中文人口使用。

### 托勒密占星學說
根據托勒密的觀點：星辰只會對物理世界產生影響，但對於精神世界層面而言卻毫無作用。他同時也認為占星術雖不精準，但仍稱得上是一門正當科學，因為這項學科描述了天體運行對地上生命的物理性影響；並且他將自己所訂定的占星法則與亞里斯多德的自然哲學相結合，同時繼承其古希臘天文學地心說與古典元素理論。他在《占星四書》中嘗試以自然界物理原因取代更早占星家以神話詮釋占星的傳統，重新採取理性視角對占星進行解讀，鄙棄缺乏科學實證的手法。
托勒密是以通用希臘語寫作，並且可以證明他引用了巴比倫天文數據。

#### 古典占星學
托特密時代因為當時是以肉眼來觀察天象，因此古典占星學系統只考慮到七曜（太陽、月亮、水星、金星、火星、木星、土星）；必須等到日後望遠鏡問世才能觀察到現代三王星：1781年威廉·赫歇耳發現天王星；1846年于尔班·勒威耶和约翰·戈特弗里德·加勒發現海王星；1930年克莱德·汤博發現冥王星；而這三王星則被納入現代占星學體系。即便不去考慮後者，古典占星流派卻依然發展出自己完善的學理與實務技巧。
而古典占星術又可劃分成兩個部分：
- 希臘占星術（英语：Hellenistic astrology）；
- 中世紀占星術。

與托勒密關係最直接的占星流派當屬希臘占星術，儘管托勒密的研究對後來的占星傳承產生重要影響，但《占星四書》似乎並不能完全代表主流的希臘占星術傳統。托勒密計畫將占星術重新表述為一門自然科學（依當時觀點應稱為自然哲學），主要遵循亞里斯多德學派（或稱逍遙學派）的路線，從而使其更加合理而受人認可。

#### 體液學說

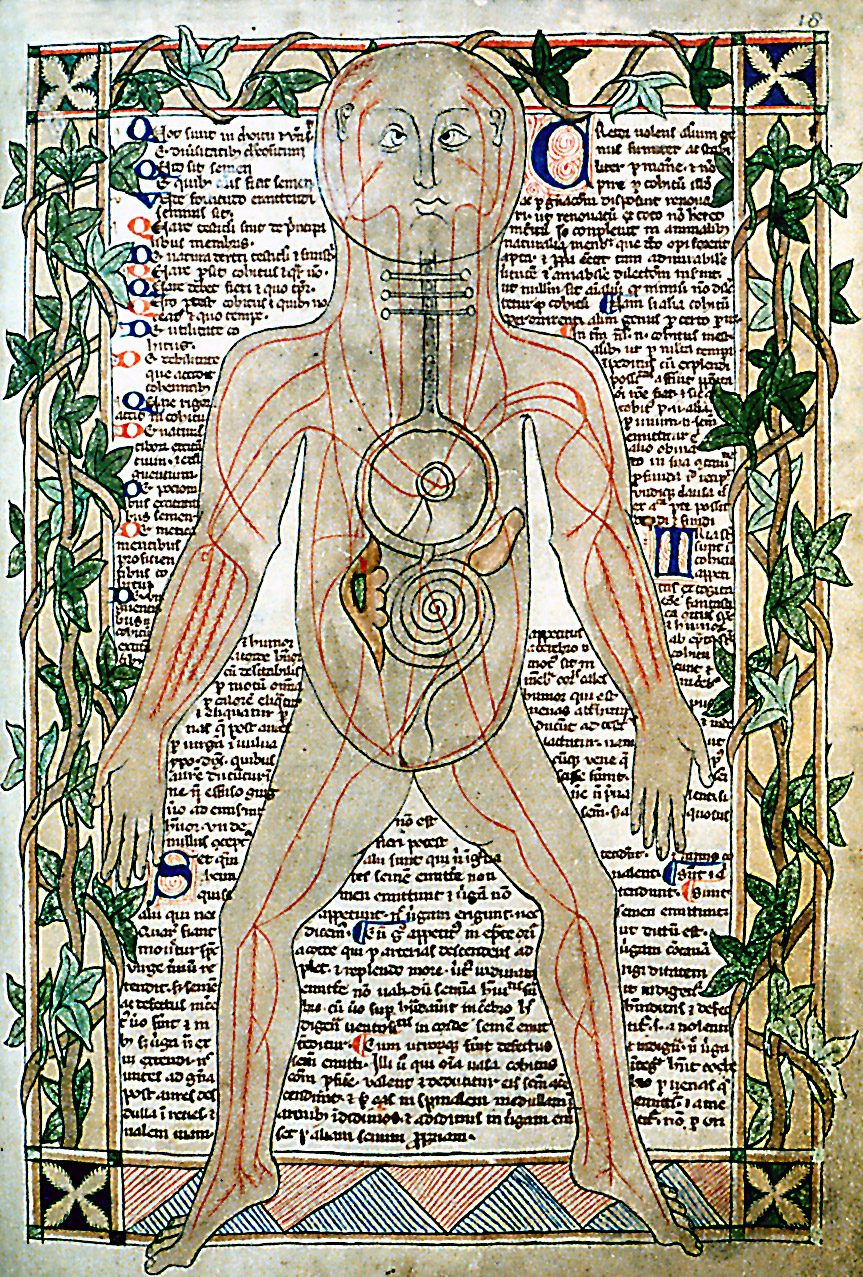
十三世紀插圖顯示出人體的靜脈

體液學說（又稱“體液主義”、“體液論”）是古希臘和羅馬醫師採納的醫療理論體系，儘管這是由古希臘哲人和思想家將之系統化，但「體液」概念很可能源自古埃及醫學，或美索不達米亞醫學。
古希臘哲人恩培多克勒（前490年-前430年）提出世界萬物皆由四種最基本元素組成，即土（地）、水、火、風，日後由西方醫學之父希波克拉底（前460年-前370年）繼承其說並轉用於人體醫療理論上，因而形成了體液學說。這個醫療學說在希臘化時代傳播至整個地中海地區。
而中世紀醫學基本原則就是遵循體液理論。這個派生自古老文明的醫學思想，雖然主導整個西方醫學直到十九世紀，但在十七世紀已漸趨失勢；到1980年代，隨著疾病细菌说的誕生，體液論徹底被推翻，近現代醫學理論成為醫療系統的主流。儘管當前的科學已經遠離了這四種希波克拉底的體液論，但體內基本生化物質和結構成分的存在仍然與希波克拉底信念有著令人信服共同點。
體液論認為在每一個人身上有四種體液，也可以稱為主要液體－黑膽汁、黃膽汁、黏液，以及血液，這些都是由身體各個器官所產生，而且它們為了維持一個人健康而不得不讓彼此間平衡著。過多的痰（黏液）在體內，例如，會引起肺部的問題；並且身體會試圖咳出痰來恢復平衡。體液在人體內的平衡可以通過飲食、醫藥，以及通過放血療法、使用水蛭來達到。四體液也與四季有關，黑膽汁－秋季，黃膽汁－夏季，黏液－冬季以及血液－春季。
體液學說擁有諸多特性，它們成為有益於解釋日常生活中許多方面的重要依據，並且可以與占星術、面相學甚至音樂做連結。因而占星術上黃道帶的十二星座也被認為是與某些體液有關。即使是現在，有些人仍然使用“易怒”、“樂觀”、“冷靜（漠）”和“憂鬱”這些文字來形容個性。

#### 托勒密相位
占星學上傳統的主要相位（Major Aspect）共五種，有時被名為托勒密相位（Ptolemaic Aspects），它們之所以如此稱呼乃因為西元二世紀由托勒密於《占星四書》中定義與認可這些相位。此五種主要相位分別是合相（conjunction，約為0-10°，☌）、六分相或六合（sextile，60°，⚹）、四分相或刑（square，90°，□）、三分相或三合或拱（trine，120°，△），以及對分相或衝（opposition，180°，☍）。主要相位是那些可以被10整除並且相對於360°均分的相位（唯一例外相位是十二分相或半六合，英文為semi-sextile）。
不過這裡需要注意的是當計算及使用占星相位時，不同占星師與個別獨立占星體系或傳承是使用不同的容許度（在正確值之間之偏移度），完全取決於解讀星盤在細節需求和個人喜好，容許度也可能會有所變化。儘管如此，與其他相位相比，幾乎所有占星師都使用更大的容許度來計算合相。
托勒密相位通常與所謂的非托勒密相位（non-Ptolemaic aspects）形成鲜明对比，非托勒密相位就是托勒密所使用五種相位之外的其他相位（包含開普勒相位〔Kepler's Aspects〕），也被稱為次要相位（Minor Aspects）。

## 著作的書名與年代追溯

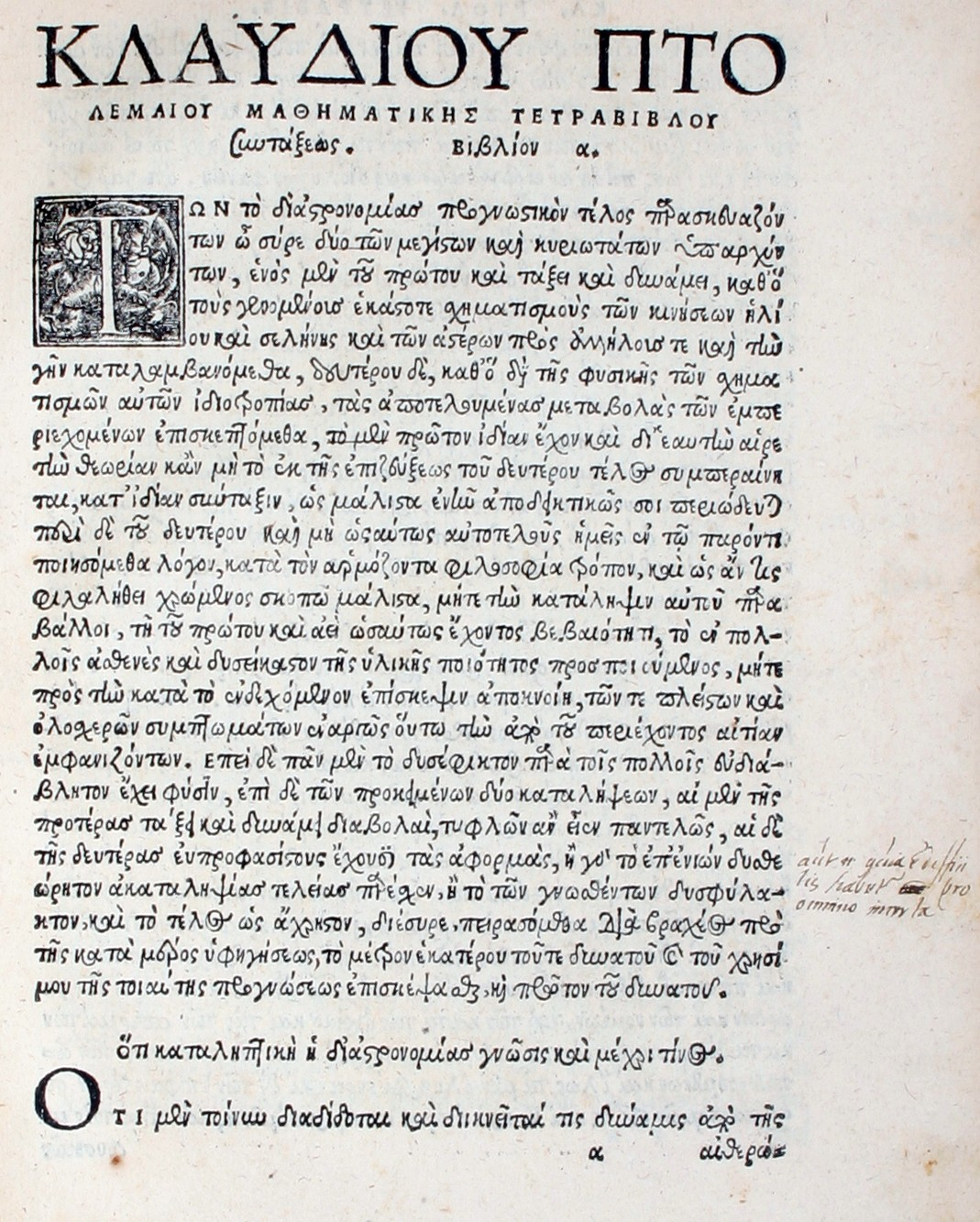
托勒密《占星四書》序章首版印刷，喬基姆·卡梅拉留斯（Joachim Camerarius）1535年在紐倫堡發行希臘文與拉丁文版本。

眾所周知的希臘文與拉丁文書名（分別為：Tetrabiblos以及Quadripartitum），字面上意思為‘四書’、‘四卷’，是某些希臘手稿中題名為，英譯為‘Mathematical treatise in four books’；漢譯為‘四部數學論’的傳統略稱。1940年洛布古典叢書（簡稱洛氏叢書）出版的《占星四書》英譯本總編輯──法蘭克·埃格爾斯頓·羅賓斯（Frank Eggleston Robbins）認為（四部數學論）很可能是托勒密本人使用的書名，儘管羅賓斯承認許多其他希臘手稿使用，英譯為‘The prognostics addressed to Syrus’；漢譯為‘寫給賽芮斯的預言’這一個書名。有一篇關於該作品的古代暱名評論指出，某些人認為Tetrabiblos一詞是虛構的名稱。附帶一提，Tetrabiblos（Τετράβιβλος）是由Tetra（Τετρά，四）和Biblos（βίβλος，書）兩個希臘字彙組成，這是後來被廣泛稱呼的書名。
1998年托氏文庫出版托勒密這部占星著作的希臘文本時，總編輯休伯納則採用了Apotelesmatiká (biblía)（英譯為‘(books on) effects’；漢譯為‘論影響’或‘星辰對人類命運的影響力（之書）’）這個書名，最近的學者們也紛紛效仿。施普林格（Springer）出版物《透視托勒密》（Ptolemy in Perspective，2010年）的總編輯亞歷山大·瓊斯（Alexander Jones）認為托勒密本人採用的書名仍然是不得而知，但他同意Apotelesmatika一詞是“一個可信的猜測”。這詞語有多種翻譯含意，如英譯的‘influences’、漢譯的‘影响力’，英譯的‘effects’、漢譯的‘效应’或者是英譯的‘prognostics’、漢譯的‘預兆’；都能反映出這部作品的主題，即預先了解可預測的天文週期所帶來之影響（箇中含意就是星宿占卜）。
這是一本有系統性占星學論文，但應該記住一點，托勒密著述時代ἀστρολογία（占星學）和ἀστρονομία（天文學）兩個詞的意思大致相同，皆表示“天文學”，並且他將今人所謂“占星術”稱為τὸ δι’ ἀστρονομίας προγνωστικόν，意思就是“通過天文學進行預測”，而在托勒密看來也確實如此。
在漢語範疇裡，目前關於Tetrabiblos其他漢譯名稱還有：「四門經」、「四經」、「托勒密四書」、「天文集」、「四部書」、「星象四書」、「星理四書」、「箴言四書」等等不同的漢譯名稱，早先以「托勒密四書」的稱呼所佔比例居多，之後則多採用「占星四書」。另一方面，華人占星師丹尼爾與魯道夫二位先生在其占星學著作中則直接稱為“四書”。而日本人羽仁礼著，陳惠莉譯的《圖解西洋占星術》中對於Tetrabiblos書名是直接音譯為“迪特拉比勃洛斯”，並且後面加上括號註明“四書”。旅日香港學者麥文彪曾在2014年11月7日於中國社會科學院第三屆梵學與佛學研討會演講主題「《占星四書》、《夜嚩那本生》與《聿斯經》—— 印度希臘天文學東漸考」，當中採用「占星四書」譯名；日本維基文庫編輯者小椋素也是使用「占星四書」作為Tetrabiblos漢字表意符號；韓語維基百科테트라비블로스條目中亦有一段文字為：점성사서(占星四書)，依然採用漢字「占星四書」當作表意符號，而且日韓皆採用正體漢字表示，於此「占星四書」四字儼然成為中日韓對Tetrabiblos共通的漢字翻譯名詞。最後，這裡一律將Tetrabiblos書名漢譯為“占星四書”。
《占星四書》的編纂並沒有確定日期，但托勒密在他的“緒言”裡透露，他在完成天文學論文《至大論》後才寫下了他的占星學論文。由《至大論》中的證據顯示，天文學著作不可能在西元145年左右之前完成，這表明托勒密在他生命的最後階段寫下了《占星四書》，也就是在完成《至大論》和他的逝世（根據一般報導是在西元168年左右）之間的某段歲月。事實上，托勒密態度上是將占星術隸屬於天文研究的第二部分，其真正探討主題還是在天文學。

### 洛氏叢書版各卷章節目錄
此處所羅列的是洛氏叢書版本《占星四書》各卷章節目錄所探討的主題，採中英文對照，以對應本條目下列卷壹到卷肆各節論述來做參證。
| 洛氏叢書版的《占星四書》目錄 | 洛氏叢書版的《占星四書》目錄                                                | 洛氏叢書版的《占星四書》目錄               | 洛氏叢書版的《占星四書》目錄 | 洛氏叢書版的《占星四書》目錄 |
| 卷壹                         | 卷壹                                                                        | 卷壹                                       | 卷壹                         | 卷壹                         |
| 章節                         | 英文目錄                                                                    | 中文翻譯                                   |                              |                              |
| ---------------------------- | --------------------------------------------------------------------------- | ------------------------------------------ | ---------------------------- | ---------------------------- |
| 第一章                       | Introduction                                                                | 引言                                       |                              |                              |
| 第二章                       | That Knowledge by Astronomical Means Is Attainable, and How Far             | 通過天文學手段獲得的方法以及可以達到的程度 |                              |                              |
| 第三章                       | That It Is Also Beneficial                                                  | 天文學的方法也是有益的                     |                              |                              |
| 第四章                       | Of the Power of the Planets                                                 | 行星的能量                                 |                              |                              |
| 第五章                       | Of Beneficent and Maleficent Planets                                        | 行星的吉凶                                 |                              |                              |
| 第六章                       | Of Masculine and Feminine Planets                                           | 行星的陽性與陰性                           |                              |                              |
| 第七章                       | Of Diurnal and Nocturnal Planets                                            | 行星的晝間與夜間                           |                              |                              |
| 第八章                       | Of the Power of the Aspects to the Sun                                      | 太陽相位的能量                             |                              |                              |
| 第九章                       | Of the Power of the Fixed Stars                                             | 恆星的能量                                 |                              |                              |
| 第十章                       | Of the Effect of the Seasons and of the Four Angles                         | 季節和四角宮的影響                         |                              |                              |
| 第十一章                     | Of Solstitial, Equinoctial, Solid, and Bicorporeal Signs                    | 至點、分點、固定以及雙體星座               |                              |                              |
| 第十二章                     | Of Masculine and Feminine Signs                                             | 陽性與陰性星座                             |                              |                              |
| 第十三章                     | Of the Aspects of the Signs                                                 | 星座的相位                                 |                              |                              |
| 第十四章                     | Of Commanding and Obeying Signs                                             | 命令與服從的星座                           |                              |                              |
| 第十五章                     | Of Signs Which Behold Each Other and Signs of Equal Power                   | 互相依存的星座與能量相當的星座             |                              |                              |
| 第十六章                     | Of Disjunct Signs                                                           | 斷離星座                                   |                              |                              |
| 第十七章                     | Of the Houses of the Several Planets                                        | 個別行星的宮位                             |                              |                              |
| 第十八章                     | Of the Triangles                                                            | 三宮之一組                                 |                              |                              |
| 第十九章                     | Of Exaltations                                                              | 擢升                                       |                              |                              |
| 第二十章                     | Of the Disposition of Terms                                                 | 界的配置                                   |                              |                              |
| 第二十一章                   | According to the Chaldaeans                                                 | 根據迦勒底的占星                           |                              |                              |
| 第二十二章                   | Of Places and Degrees                                                       | 宮位與角度                                 |                              |                              |
| 第二十三章                   | Of Faces, Chariots, and the Like                                            | 面、車等等                                 |                              |                              |
| 第二十四章                   | Of Applications and Separations and the Other Powers                        | 入相位與出相位還有其他能量                 |                              |                              |
| 卷貳                         |                                                                             |                                            |                              |                              |
| 章節                         | 英文目錄                                                                    | 中文翻譯                                   |                              |                              |
| 第一章                       | Introduction                                                                | 引言                                       |                              |                              |
| 第二章                       | Of the Characteristics of the Inhabitants of the General Climes             | 一般氣候居民的特徵                         |                              |                              |
| 第三章                       | Of the Familiarities between Countries and the Triplicities and Stars       | 國家之間的相似處與三分主星和星宿           |                              |                              |
| 第四章                       | Method of Making Particular Predictions                                     | 作出特定預測的方法                         |                              |                              |
| 第五章                       | Of the Examination of the Countries Affected                                | 國家受影響的調查                           |                              |                              |
| 第六章                       | Of the Time of the Predicted Events                                         | 預計事件發生的時間                         |                              |                              |
| 第七章                       | Of the Class of Those Affected                                              | 影響事件的類型                             |                              |                              |
| 第八章                       | Of the Quality of the Predicted Event                                       | 預測事件的性質                             |                              |                              |
| 第九章                       | Of the Colours of Eclipses, Comets, and the Like                            | 蝕相的顏色、彗星等等                       |                              |                              |
| 第十章                       | Concerning the New Moon of the Year                                         | 關於年度新月                               |                              |                              |
| 第十一章                     | Of the Nature of the Signs, Part by Part, and Their Effect upon the Weather | 各項星座的性質及其對天氣的影響             |                              |                              |
| 第十二章                     | Of the Investigation of Weather in Detail                                   | 詳細的天氣調查                             |                              |                              |
| 第十三章                     | Of the Significance of Atmospheric Signs                                    | 星座獨特氣氛的意義                         |                              |                              |
| 卷參                         |                                                                             |                                            |                              |                              |
| 章節                         | 英文目錄                                                                    | 中文翻譯                                   |                              |                              |
| 第一章                       | Introduction                                                                | 引言                                       |                              |                              |
| 第二章                       | Of the Degree of the Horoscopic Point                                       | 視點的度數                                 |                              |                              |
| 第三章                       | The Subdivision of the Science of Nativities                                | 誕生的科學細分                             |                              |                              |
| 第四章                       | Of Parents                                                                  | 雙親                                       |                              |                              |
| 第五章                       | Of Brothers and Sisters                                                     | 兄弟姊妹                                   |                              |                              |
| 第六章                       | Of Males and Females                                                        | 性別                                       |                              |                              |
| 第七章                       | Of Twins                                                                    | 雙胞胎                                     |                              |                              |
| 第八章                       | Of Monsters                                                                 | 畸形兒                                     |                              |                              |
| 第九章                       | Of Children That Are Not Reared                                             | 未養育的孩子                               |                              |                              |
| 第十章                       | Of Length of Life                                                           | 壽元                                       |                              |                              |
| 第十一章                     | Of Bodily Form and Temperament                                              | 身體形態和氣質                             |                              |                              |
| 第十二章                     | Of Bodily Injuries and Diseases                                             | 身體傷害和疾病                             |                              |                              |
| 第十三章                     | Of the Quality of the Soul                                                  | 靈魂的素質                                 |                              |                              |
| 第十四章                     | Of Diseases of the Soul                                                     | 靈魂的病症                                 |                              |                              |
| 卷肆                         |                                                                             |                                            |                              |                              |
| 章節                         | 英文目錄                                                                    | 中文翻譯                                   |                              |                              |
| 第一章                       | Introduction                                                                | 引言                                       |                              |                              |
| 第二章                       | Of Material Fortune                                                         | 物質財富                                   |                              |                              |
| 第三章                       | Of the Fortune of Dignity                                                   | 貴格                                       |                              |                              |
| 第四章                       | Of the Quality of Action                                                    | 行動的性質                                 |                              |                              |
| 第五章                       | Of Marriage                                                                 | 婚姻                                       |                              |                              |
| 第六章                       | Of Children                                                                 | 子息                                       |                              |                              |
| 第七章                       | Of Friends and Enemies                                                      | 助緣與惡緣                                 |                              |                              |
| 第八章                       | Of Foreign Travel                                                           | 出外旅行                                   |                              |                              |
| 第九章                       | Of the Quality of Death                                                     | 逝世的性質                                 |                              |                              |
| 第十章                       | Of the Division of Times                                                    | 年代劃分                                   |                              |                              |

## 卷壹：原理與技巧
卷壹一共分為二十四章（洛氏叢書版本）。托勒密在卷壹裡便開宗明義以有说服力的方式去論證占星術潛在價值和效用，然後在當代自然哲學背景下闡述了行星、恆星、星座和格局（Configuration，或譯：組態、結構）的特殊性質，可由他的文章脈絡中明顯看出相關哲學痕跡；托勒密還給出在書中使用回歸黃道的理由並對其做出詳細講解。他同樣試圖通過“熟悉”概念的延伸，對入廟（Domicile，或稱廟）、躍升（Exaltation，或稱旺）、三分之一對座（Trigon/Triplicity，或稱三分性）、界（Bound/Term）這四種主宰星（Rulership，或稱本垣）的尊貴（Dignification）模式做出科學闡釋，托勒密在卷壹最後部分根據行星性質和能量列出了行星改變的因素，同時做出說明併總結其綱要。

### 第一章
本篇文章的一開始就附帶著托勒密致予“賽芮斯”的獻辭，這是一位身份不明的人物托勒密所有著作都是奉獻於祂的。在這邊托勒密於天文研究兩種類型之間便做出了區分：第一項研究（天文學，正式的研究方向）這是在发觉、了解天體循環與運動；第二項研究（占星術）這是負責探討這些運動所帶來的相關變化。他表示每一項都擁有它自己的科學並且前者（天文學）是凭自身權限功能获得令人想要／滿意的（研究結果）“即使它沒有達到了由它与第二項（占星術）结合所給出的結果（even though it does not attain the result given by its combination with the second）”。這乃是採取表明出托勒密的天文學與占星術是互補的研究之觀點，如此看來虽然占星術是同時尟少有獨立性和基於事實的根據，它的採用導致了天文學的實踐作法更為有用。雖說在英文中astronomia（天文）以及astrologia（占星）這兩個術語是在古代典籍中互相替換著使用，此處也證明了這乃是由托勒密在兩部個別作品之中的篇幅讨论著兩項不同學科之早期定義。
托勒密在其自己的專著中表述已處理好（兩個科目上）前者之學科（天文學），他說“現在應在一個適當的哲學方向中對第二項（占星學科）以及尟少獨立性的方法做個交待，因此這項交待其宗旨是實話絕不可能與第一項（天文學科）的确切性一起比較其觀念（shall now give an account of the second and less self-sufficient method in a properly philosophical way, so that one whose aim is the truth might never compare its perceptions with the sureness of the first）”。於此，並進一步做個開場白，他透露出他認為占星術的預測是非常困難的而且容易造成誤差，然而要達到令人滿意的預測這目的則須擁有必要的熟練技巧和經驗，並且太多效益可以不予理睬因為它可能有時候是被誤解的。

#### 托勒密的哲學論據
第二章與第三章的重點是给予出對於托勒密他學科的哲學性之答辯。法蘭茨·波爾（Franz Boll）注意到了其論證是在古老（哲學）來源之中與之相似，尤其是斯多葛學派的哲人波希多尼（约西元前135年～约西元前51年）的那些學說。同樣地，托勒密的敘述被後來的哲學家還有天文學家所借鉴著，像是約翰尼斯·克卜勒它使用了類似的例證與相同種類的論據去解釋一些占星術主張的物理學依據。此由一個現代評論家如此地形容“从科學上說，完全值得稱道”，另一個聲討這些章節的地方為托勒密之“知識、理解力以及修辭技巧（knowledge, intelligence and rhetorical skill）”是最為“濫用（misused）”的。然而平心而論托勒密對於占星術的客觀與科學性的評述，依此足以看出他的治學嚴謹之處，《占星四書》學術價值是依然如故的。
在第一章之中托勒密主张研究的合理性以及確認兩個主要的論據把它們一同做個比较：
1. 該學科（占星術）的複雜性使得其提供可靠的預知是难以到达的主張；
2. 可靠的預知——如果它能夠達的到——意味著這樣的宿命論如同是致使得這項學科的宗旨是無益的（因為如果未來是可以預見的，任何事情是注定要發生的就將會發生，而且不論是否是預測與否）。

托勒密接著在以下兩個章節回答了各個批評。

##### 對於占星術的可靠性程度之論據

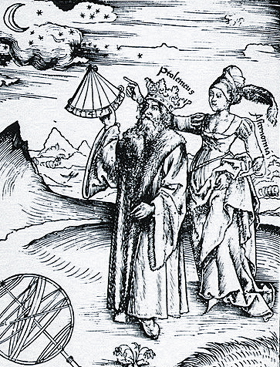
一幅正由天文繆斯指導下頭頂上戴有王冠的托勒密版畫，出自由格列高尔·赖什（Gregor Reisch）所著的《哲学珍宝》（Margarita Philosophica）一书，年代是1508年。儘管阿布·马谢尔相信托勒密是在亞歷山大的東征之後其所統治埃及的托勒密王室成員之一，然而這個‘托勒密君王’的頭銜通常被視為對托勒密在科學上的崇高地位所給予敬意之標識。請注意西元二世紀那時代天文學與占星術兩者是沒有完全地分科，而且還是相互輔助發展的。

在第二張之中托勒密主張藉由天文學的方法可以實現知識的獲得並且他根據著“亞里士多德－斯多葛”的邏輯試圖來定义它的範疇。他指出太陽是如何在地球的季節和每日的循環週期上具有極大的影響力，而且自然界中大多數事物都是經由月亮而同時一致發生的：

原文：
... as the heavenly body nearest the Earth, the Moon bestows her effluence most abundantly upon mundane things, for most of them, animate or inanimate, are sympathetic to her and change in company with her; the rivers increase and diminish their streams with her light, the seas turn their own tides with her rising and setting, and plants and animals in whole or in some part wax and wane with her.
譯文：
…作為最接近地球的天體，月亮在世俗的事物上賜予她的流溢之物最為豐富，對於他們大多數，有生命的或無生命的，是對她有所共鳴的並且協同她一起改變；河川是伴隨著她的光芒增強或削弱他們的水流，海洋伴隨著她的上升與降落而變他們自己的潮汐，還有在全部或某些部分的植物和動物之中伴隨著她的盈滿與虧缺。

他將恆星與行星擴張了對於搅动氣候以及引導地上动物的生物模式這樣的能力，因为如此以至于一切的事物其經歷了演化週期，或者行為模式，在某些方面是反應著天上的循環週期。這些帶來有關自然力本質的變化（炙熱、颳風、下雪或是潮濕的狀態，等等）：由太陽引导、由月亮觸發並且由行星輔助格局配置加上恆星的天文現象。這普遍的气象的特質隨後來考慮決定這氣質（四種氣質）——在特定地點的時間之那一刻的性質——這是被推定為具印痕的，作為一種時間上的印記之分類，在該時間的剎那於任何事物的根源上進入了萌發或者是显现狀態。托勒密也承認了這種氣質成功的分析是不容易實現的，然而藉由有能力的某人來决定於他會把這資料看作是“既合乎科學地並且接近成功的推測（both scientifically and by successful conjecture）”。他質問著為什麼，假如一個人能夠從這天上循環週期的知識在農業的播種與動物上可靠地預知了普遍的氣候模式以及他們的影響：

原文：
... can he not, too, with respect to an individual man, perceive the general quality of his temperament from the ambient at the time of his birth, … and predict occasional events, by the fact that such and such an ambient is attuned to such and such a temperament and is favourable to prosperity, while another is not so attuned and conduces to injury?
譯文：
…他不能，並且又，關於一位個別的人，從在他的出生時間的周围环境察覺出他的氣質之普遍性，…並且預測到偶發事件，藉由這事實為某某的一個周圍環境是相合於某某的一項氣質又並且是有利於繁榮昌盛，而另一個則不那麼相合並且會导致受損？

雖然意味著這樣的論據是足以證明占星術的有效性，托勒密承認許多謬誤是在它的實作中造成的——部份地因為“不證自明的無賴（evident rascals）”其佯稱實踐著它（占星術）是沒有適當的知識以及假裝地來卜問事情這不能被理所當然的得知（有時於實際操作上採用著‘占星術’這術語其乃為非屬實地從事純正的占星術研究），並且因為正當的从业者在有限的生命期間中必須取得廣大的知識與經驗。他的總結是這項研究通常只能夠給予可靠地概括性知識；那占星術上的忠告應該是會受到歡迎但是非預期般地完美到沒有錯誤的；並且那占星家不應該受到批評然而支持於一部判斷的彙編中去整合非天體週期資訊（比如得知一個人的民族背景、國籍以及父母亲的影響為何）。

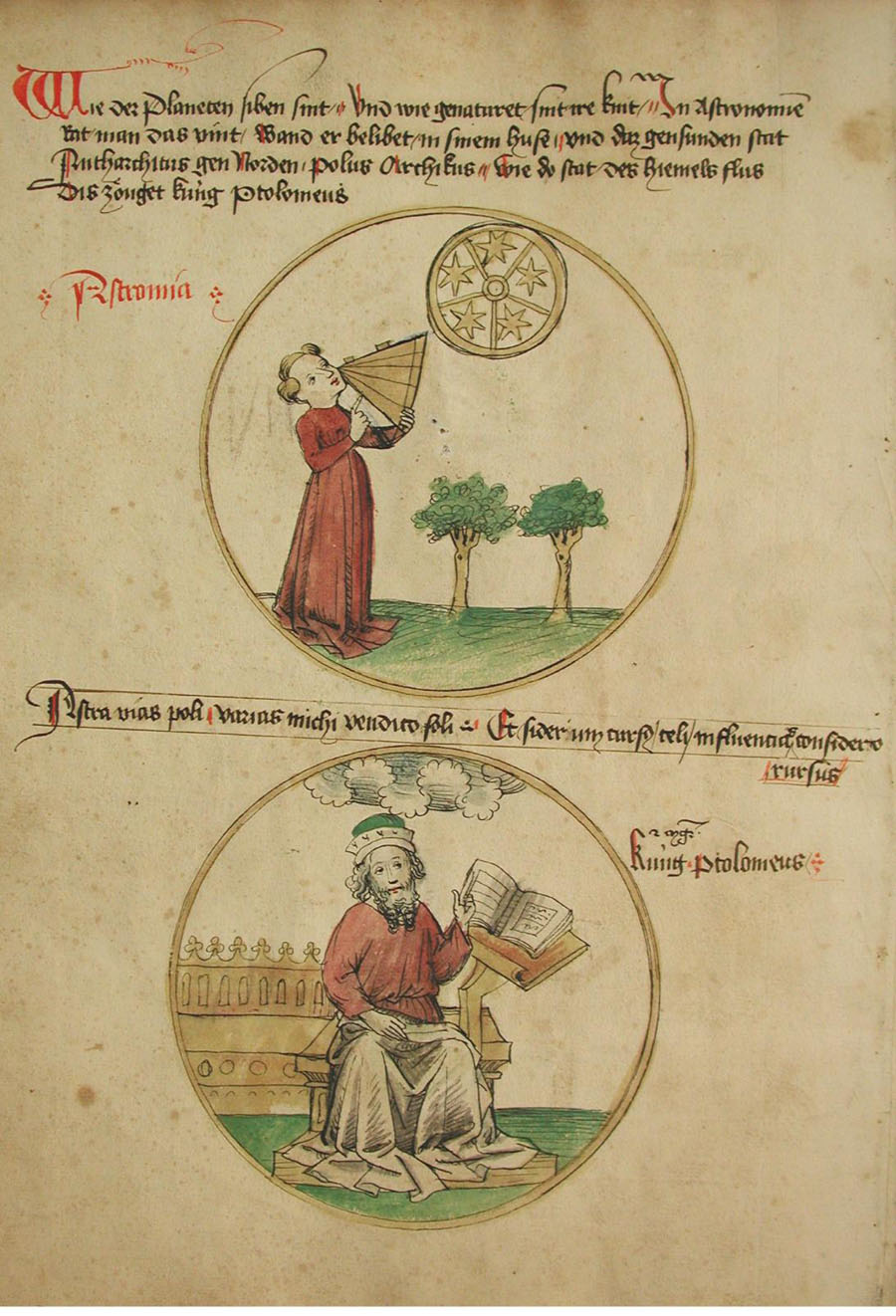
天文學作為博雅教育七大學科之一的十五世紀手稿插圖，顯示出托勒密做為它的支持者。

##### 對於占星術是否是自然與有用的論據
在第三章之中托勒密堅決主張占星術的預測是既自然而且有益的。於十二世紀裡這些概念即翻譯成了拉丁文被描述為在中世紀的基督教之中對於占星術的適宜態度之採納是“至關重要的”。
托勒密首先提出它對於導致了可能要發生什麼的預測並非是“無用的”，即便這項預測並不提供方法來避免即將發生的災難。這是眾所周知的經典评论之一其在西塞羅的文獻《卜筮》（De Divinatione）之中已被帶到一個引人注目的地方，在這項論據中其來自於對迫在眉睫災難的无济於事之警告正當是他們沒有提供趨吉避凶的方法的時候。托勒密在他的占星術作為一門學科的評價中給予了占卜一項更加積極的見解“由此我們獲得了人性和神性事物的全貌（by which we gain full view of things human and divine）”，當中，他主張，提供著“對於每一項性格什麼是恰當和有利（what is fitting and expedient for the capabilities of each temperament）”的更好之看法。他認為占星術作為一項促進增進自我認識的學科，被評價為愉快與順遂的來源；因為即便占星術在財富與聲譽上的獲得之中不能有所幫助；同樣地可以說所有的哲學，這本身就涉及了“更大的裨益”。因此，在不幸事件的情況之中這將是必然會发生的，托勒密斷言這占星術的預測依然會帶來好處，因為“藉著悠遠事件的預知彷彿他們正在當下般令靈魂習慣與冷靜，並且無論何事的到來準備連同著鎮定和堅定態度一起迎接它（foreknowledge accustoms and calms the soul by experience of distant events as though they were present, and prepares it to greet with calm and steadiness whatever comes）”。
托勒密的下一個論據是要避免當實際的預測被看作是暗示著命中注定的必然性這樣批評之發生。這一點對於後來神學的接納是至關重要的，自從中世紀宗教的教義規定指示個人的靈魂必須具備自由意志，为了要對順從他們其自身的選擇和後果負責。費爾特雷的杰拉德（Gerard of Feltre）之十三世紀的文獻《星宿知識大全》（Summa on the Stars）為神學上的論據說明占星術決定論所造成的問題：“假使星宿造成一個人為兇手或小偷，那麼祂則更加是第一因，上帝，祂做了這個，這乃是可恥的建議（If the stars make a man a murderer or a thief, then all the more it is the first cause, God, who does this, which it is shameful to suggest）”。托勒密藉由提出了隨後的說明來應答這樣的批評當天體循環週期是完全可靠並且“按照神聖的亙古履行，不能改變的命運（eternally performed in accordance with divine, unchangeable destiny）”的同時，世間的一切事物也受到了如此的支配即“一個自然與易變的命運，加上在於牽引它的乃是源自在其之上被機會和自然順序所決定第一因（a natural and mutable fate, and in drawing its first causes from above it is governed by chance and natural sequence）”。他因此聲稱沒有什麼命運注定的事是不可以撤銷的，並且我們不這麼設想“彷彿人類參與的事件作為是天上原因導致的結果…注定必然要發生的沒有任何其他原因無論怎樣的干涉之可能性存在著（events attend mankind as the result of the heavenly cause as if … destined to take place by necessity without the possibility of any other cause whatever interfering）”。
在這個議論之中托勒密表明一種看法這是由許多後來的占星術作家所呼籲的，認為“較小的原因總是屈從於更強大的（the lesser cause always yields to the stronger）”。他看到一個人因為無法抗拒其發生在廣泛社會共同體上更大循環週期的變化，所以說即使一個人其命盤標明指出發達卻可能在他的社會共同體是被自然災害或瘟疫襲擊這一段時間毀滅消亡。然而，托勒密還主張災難性事件將只遵循一個自然的進程如果沒有採取應對行動以避免問題的話，當如同“未來發生之事對人而言是不可知的，亦或假如他們是知道的以及其補救措施是不適用的（future happenings to men are not known, or if they are known and the remedies are not applied）”。他對有把握的事物以書面形式在宿命對自由意志的論點上採取了一個均衡的立場，因為其有效之緣由是眾多的，成為必然，而其他人可藉由占星術預測之行徑能夠避免掉。占星師的立場是被比擬於醫生的，他必須能夠預先地辨認出哪些疾病始終是致命的，並且容许有協助的可能。
因而其乃是合理的，在托勒密的評估裡，於穩健溫和的行動與察覺出生時具有的先天性格的普遍性占优势之處以及性格未來的勃發興盛（榮、廟旺）或損毀傷害（枯、落陷）是如何，或者選出一個从占星术角度來看適宜採取各项活动的時間（時辰）去行動 ─ 就如同這麼樣合理地去使用星宿的知識以確保海上航行安全；使用月亮循環週期的知識以確保成功地育種與播種，或者讓我們自己針對在酷寒的極端條件下去預防，以便於讓我們能減少寒害、凍傷。
托勒密對這個學科賢明的結論，這有助於穩固它的（占星術）知識地位並庇荫著從事占星術的知識份子一直到十八世紀，（他的結論）是這樣的：“即便它並非萬無一失，至少它以呈現出高度重視價值的可能性（even if it be not entirely infallible, at least its possibilities have appeared worthy of the highest regard）”。他（托勒密）擁有有正當的理由憑藉他的智慧參與在這項研究之中，乃根據著他得意的哲學原理，托勒密接著將注意力轉向占星術的理論實踐上，並且隱藏在其背後的原則安排是有條理的。

### 原則介紹

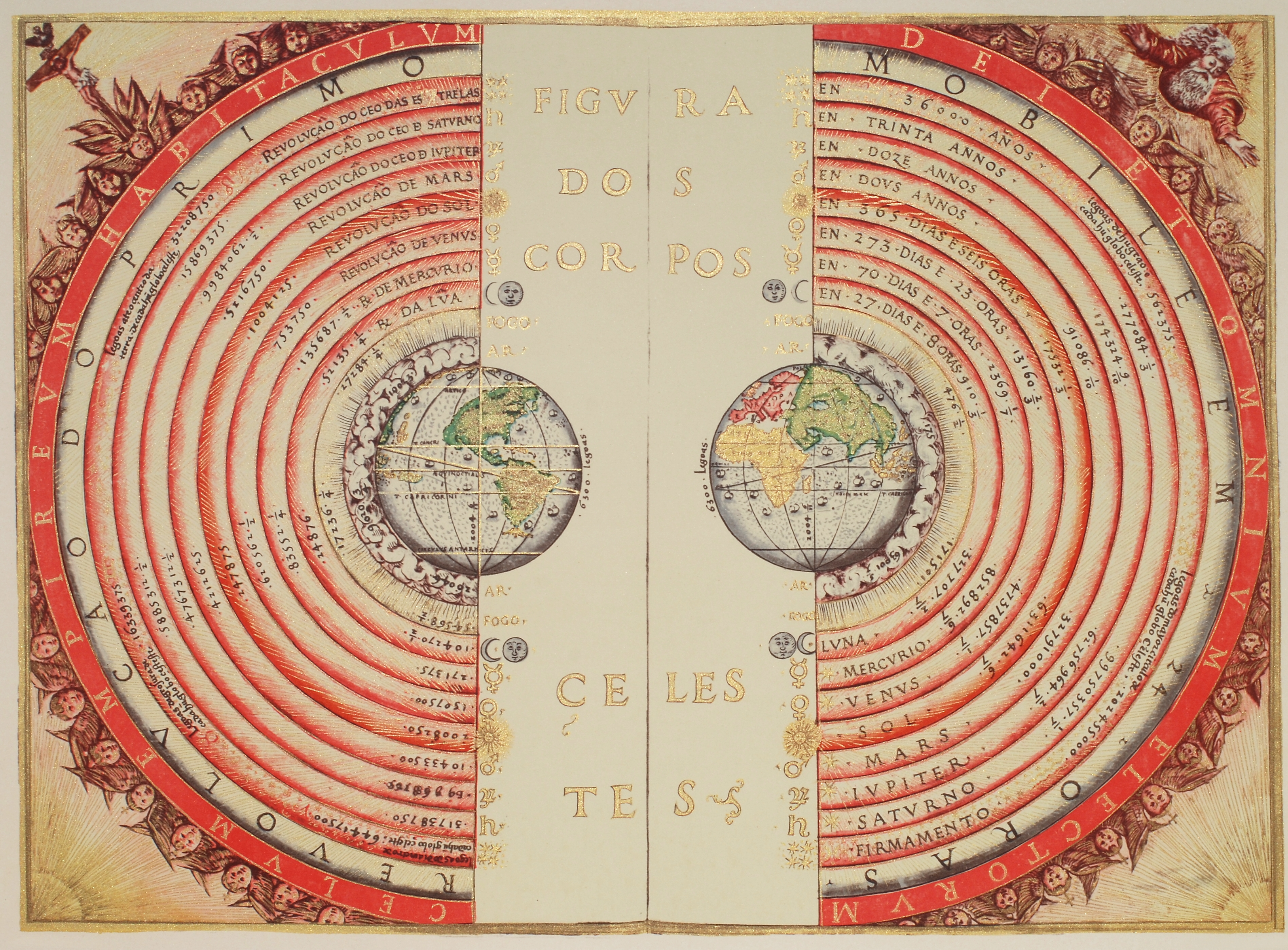
天體圖 — 葡萄牙籍宇宙學家及製圖師巴爾托洛梅烏·維利烏所製作的一幅托勒密的地心說系統圖解，1568年（法国国家图书馆，巴黎）

《占星四書》獨一無二的特徵之一，其中包括該時代的占星術文獻，其第一本書（卷壹）不僅是有程度地介紹基礎的占星術原則，而在這推論的综合和解釋說明其背後所聯繫的（哲學思想）據傳聞是與亞里斯多德哲學一致的。第四章，舉例來說，闡釋“行星的力量”即通過他們（亞里斯多德哲學）的聯結伴隨著創新的溫暖或潮濕的体液特質，亦或寒冷和乾燥的缩减特質。因此火星被形容為一種破壞性的行星因為祂在體液上的聯結是過度乾燥，同时木星被定義為温和的與豐饒的因為祂是聯結著適度的溫暖與濕潤。這些聯結是基於有關太陽這顆行星（在今日天文學定義上祂是恆星）的安排方式，乃因這是作為源自地心觀點的認知，祂們如果是以地球為中心在環繞的話，這是憑藉著祂們的軌道來做测量的。
接下來的三個章節（第五、六、七章）安排行星正反相對性質的成双配組，藉由採用著季蒂昂的芝諾以及畢達哥拉斯學派（的學問）統合這些亞里斯多德的原則與盛行的希臘哲學在一起。祂們可能是有益的（適度溫暖或濕潤）或者是有害的（過度寒冷或乾燥）；陽性（乾燥）或者是陰性（濕潤）；積極活躍和日宮（Diurnal，也譯為日生盤。適合於晝間的特質並且與太陽的性質一致）或者是消極被動和夜宮（Nocturnal，也譯為夜生盤。適合於夜間的特質並且與月亮的性質一致）。由於這些體液的聯結是隨同太陽配置結構一起派生而來的，第八章根據著每一顆行星與太陽一起会合週期的定相來描述他們是如何巧妙的修正。
第九章論述了“恆星的力量”。在這裡，托勒密描述祂們的“溫度”作為是像他早已下定義的行星一樣，而不是直接的給以體液聯結。因此畢宿五（“稱為圣火”；或是譯為火炬）被描述為具有“一種像是火星般的溫度（a temperature like that of Mars）”，同时在畢宿星團中的其他恆星是“像土星和適度的像水星（like that of Saturn and moderately like that of Mercury）”。在本章的最後托勒密澄清這些都不是他的意見，而是從歷史來源上得出的，由於“星宿本身影響力的觀測資料是經由我們的前輩創造完成的（the observations of the effects of the stars themselves as made by our predecessors）”。

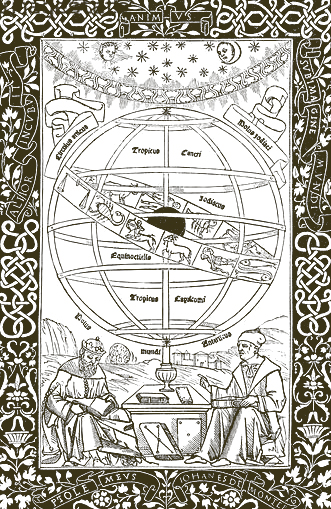
在一幅由黃道十二星座所環繞的天球儀圖像之下，托勒密正在教導芮吉欧蒙塔那司。出自於托勒密《至大論》的卷首插画，（威尼斯，1496年）。

第十章更明確返回到體液的主題，闡明黃道帶於四季分際上是對齊一致，並因此强调通過潮濕、溫暖、乾燥以及寒冷（隨著由春季、夏季、秋季，以及冬季所帶來的）轉換的表現。同樣地，占星圖上的四個角呈現一項體液鮮明要點是通過与四個主导风向影響之联系那（四個風向）是從他們的排列方向吹拂得。卷壹的其餘部分（一直到最後兩個章節這是有涉及到行星狀態〔planetary phases〕和行星相位的運用），提出了主宰星（rulerships）、区间（divisions），以及黃道十二宮的配置結構，其中大部分都講述与天文學有关的定義、季节的影響、物理學以及幾何學。幾何學原理是用於定義占星相位的有利（吉相位）或不利（凶相位）之性質，是基於行星以及十二星座與黃道度數的角度關係。
在托勒密的時代中黃道十二宮的範圍是接近於那些看的見的星群這稱呼（十二星座）即為祂們（看的見的星群）所具有著，然而托勒密於描述作為固定黃道帶的起點之中指明了兩個參考系統之間其理論上的區別，（固定起點）不是由星宿（位置所決定），而是由數學計算出的春分点（vernal equinox）決定。這就決定了季節週期性是建立在以回归黄道（tropical zodiac）為基礎的而有關它的取名是來自於希臘字彙τροπικός，希臘文拉丁轉寫tropikos，英譯為：‘of the turning’，漢譯為：‘旋转’，因為它是經由四季的轉動順序來設置，並且受制於歲差（Axial precession or precession），通過可見的星群（十二星座）經歷了一個緩慢而漸進的演變。为了同样的理由，其標記著太陽的夏季和冬季的至點（巨蟹座與摩羯座）的星座即被形容為‘至點星座（Tropical / Solstitial Sign）’，因為這些是太陽在黄纬（celestial latitude）上‘轉動’祂方向的位置，（從而定義地球的緯線〔circles of latitude，也翻譯為纬度圈、黄纬圈、緯線圈〕被稱為北回歸線和南回歸線）。
然而其他古代占星作家給與它們強調這樣占星定義上的詮釋（譬如，在形容著至點星座迅速變化的情況是如何表示），托勒密的焦點显然地有所不同；是給予其背後天文學與哲學因素上的定義而不是在實際應用上它們的占星含義。托勒密解釋說黃道帶上的定義不是他個人自己的，而是提出“黃道十二星座的自然性質，隨著祂們已經藉由傳統而流傳下來了（the natural characters of the zodiacal signs, as they have been handed down by tradition）”。他的方法在他所示范綱要嚴謹的、有章法安排的邏輯（比如十二星座的主宰行星背後的哲學原則）那兒是找出文雅的措辭，然而要注意到客觀傳達關於占星術的原理那可不是這麼显然的似是而非般。這是可以在托勒密避免進入對於占星術的內容方面其乃是依靠著神話的，或者是象征的聯結之方式看出來，並且他是多麼願意概要地說出在占星術的建議上背後矛盾衝突的推理在超過一個又一個方案上沒有流露任何個人的偏愛、喜好。
一些評論家已經看待托勒密對於占星術的爭論點比較冷靜的方式作為理由來假設他最感興趣的是在於理论原則而不是占星術的实务操作。另一方面，客觀的語氣、筆調這可是標誌著他的行文風格；他斷言這項學科是很自然的（由此他沒有做出需要為了保密的誓言，因而未隨同著從它〔占星術〕的一些同时代研究者如此地採取保密誓言的作法）；並且他表現出恭敬的參考不同觀點沒有去詆毀、醜化作者而從他自己的實作上其可能會採取不同的方式，這所有一切皆有助於其文獻在歷史聲譽上的穩固是作為一種在理智上優秀的特徵。古典學學者馬克·萊利（Mark Riley）在他的评价中就托勒密靠攏占星術與之完全相同的理論傾向在一起的學科那方面他應用到天文學、地理學以及對於他所撰寫的其他科學而提出了這些要點。這種獨特方式的作風引导著萊利下論斷：“托勒密的著作顯示出這方面是所有後來占星術家所應有的，不是它對（占星術）從業者有用處，而是他的占星術和科學有權威性的综合（The respect shown to Ptolemy’s work by all later astrologers was due, not to its usefulness to the practitioner, but to his magisterial synthesis of astrology and science）”。

## 卷貳：世俗占星術
卷貳一共分為十三章（洛氏叢書版本）。卷貳介紹了托勒密在世俗占星術（mundane astrology，中文字義上也可以翻譯成世界占星術、俗世占星術）的論述。這是提供一項民族既定觀（ethnic stereotypes）、蝕相（泛指日月蝕）、彗星的意義以及季節性的月亮週期（lunations，中文字義上也可以翻譯成阴历月、朔望月）之综合且全面性审查，因為是使用在國家經濟、戰爭、瘟疫、自然災害和氣候模式的預測之中。沒有其他留存下來的古代文獻提供一份這個主題的可比较之記錄，這是按照由托勒密所提供內容的廣度和深度方面而言。雖然沒有給予示範的例證，他在他這項學科的分支中的撰寫是具有權威性的，這意味著對於他（托勒密）而言它（世俗占星術）是特別感興趣的。現代評論家評論說托勒密是“有意識地採取了不同的途径（consciously taking a different approach）”來與“伴隨著‘古老’一起，無窮複雜的辦法（with the 'old', infinitely complicated methods）”形成對照。
托勒密一開始即聲明他已簡要回顧了重要的原則並且現在將要在適當的程序中發展占星術的內容、细节。他的觀點是任何‘特定性’個人占星評估必須依赖著他們民族類型的‘普遍性’氣質之先验知识為基礎；而且個人生活的情況是被歸入其中的，在某种程度上，是被涵蓋在他們的社會共同體的命運之內。
第二章給予一個在各種气候区（基於緯度上的劃分）的居民之間遺傳發展是怎麼樣的差異的廣闊性歸納。生活在赤道附近的社會共同體，舉例來說，被形容為具有黑皮膚、小個子，濃密的羊毛状（蓬亂）頭髮，作為對該地方強烈的燥熱、熱度之保護性反應。相形之下，已定居在高纬度的北方地区之中的社會同體是以他們寒冷的生活環境與其地區更大部分的濕度參與其中而被定義。他們的身體形態是蒼白、高大、伴隨著細髮，並且在他們的特徵中他們是被形容為“在本質上有些冷漠（somewhat cold in nature）”。這兩種類型被描述為缺乏文明乃是因為他們極端的生活環境所致，然而生活在溫帶地區的社會共同體是中庸的外貌、中等身材以及享有一個平靜的生活方式。根據著在這種類分析內出現的混雜型態在一些地區也是有类似的定義。托勒密解釋說這樣的考慮只是循概略的程序处理，對於接下來的所描述的作為一項背景考量。他還明確指出這樣的特质被發現是“普遍性的存在，而不是在每個個體之中。（generally present, but not in every individual）”。

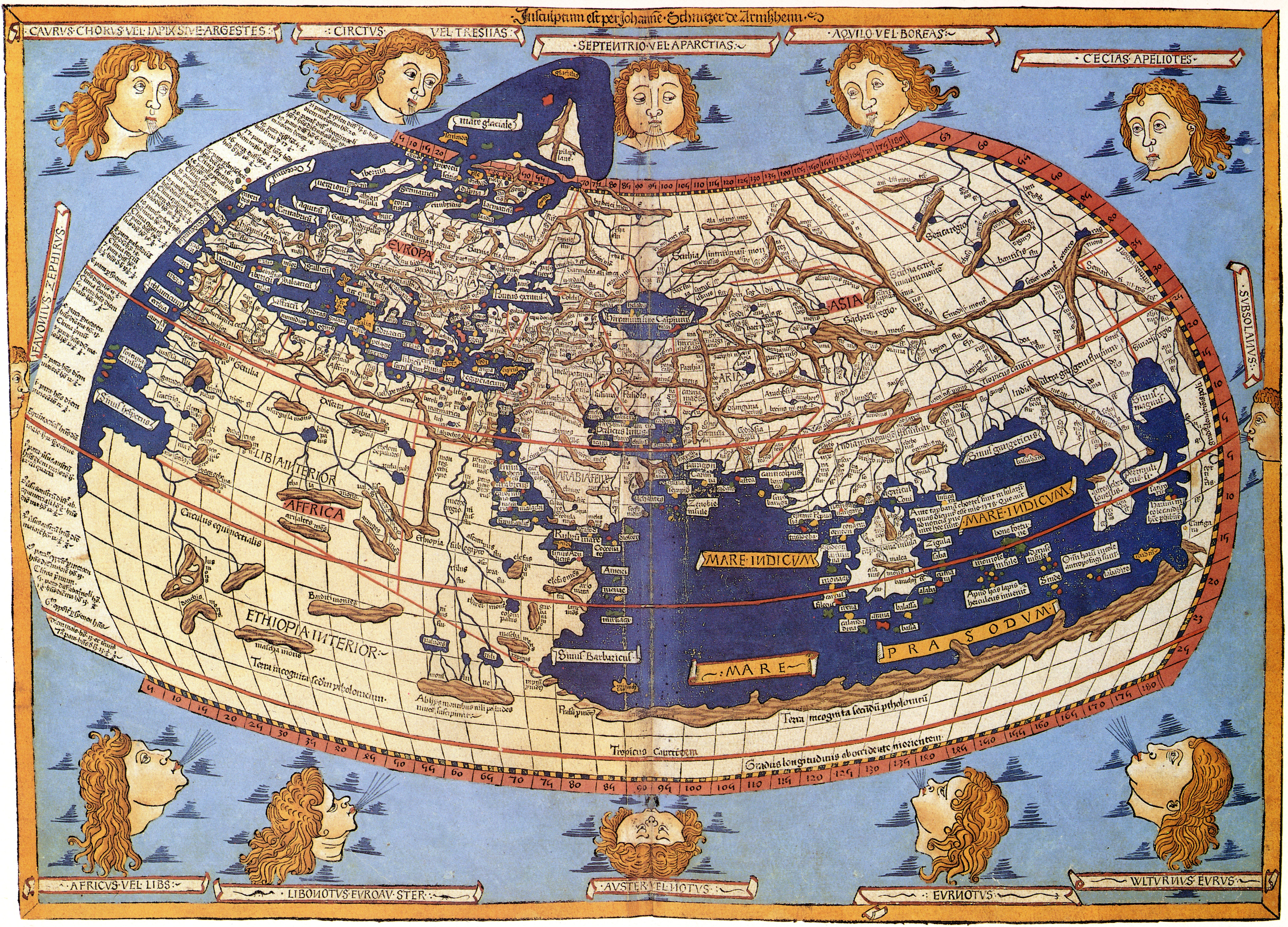
十五世紀的地圖描繪了托勒密對於（當時所認知的）居住世界之描述，（1482年，约翰內斯·施尼茨尔〔Johannes Schnitzer〕）。

在第三章之中托勒密結合他在占星學和地理學的興趣，來勾勒出這占星術上“我們居住的世界”之聯想。地圖是以托勒密的《地理學指南》為基礎顯示出托勒密對有人居住世界的定義為（大致地）從赤道延伸到北纬66度，涵蓋介於大西洋和東中國海之間絕大多數的陸地面積。托勒密擴展了在古代巴比倫文獻之中特定的邏輯其中已知世界的四個地區都被劃归于黃道帶的四組三分主星（triplicity）之安排。這劃歸是基於行星所主宰的四組三分主星和方位還有風向這些与行星有关系之間的聯結。舉例而言，這‘牡羊座三分主星’（其中包括牡羊座、獅子座和射手座）多半是由木星主宰和火星的協助。木星掌管北風和火星掌管西風；因而這三分主星主宰托勒密所述“有人居住的世界”之西北地區：這區域被稱為歐洲。
再者，這些区分是普遍性的，加上每個國族特定的主宰星是經由位置和觀察到的文化差異來進行修改。舉例而言，在歐洲之中，只有那些極度位於西北區域一帶的才是完全劃歸於木星和火星，因為那些地區（西北一帶）是處在關於有人居住地區的中央（地中海地區）傾斜朝向相對區域的影響力（伊比利半島、英倫三島一帶）。通過這種方式，在這“有人居住的地區（inhabited region）”在其地區之內經歷著一種对应占星術的游離、飄散而不是激烈急驟的分開的發展，並且獨立的國族連同附属著每一組各种不同的三分主星星座和主宰他們的行星一起。托勒密列舉不列颠（Britain，罗马帝国统治的時代名為不列颠尼亚）和西班牙（在罗马帝国统治的時代，當時西班牙的古名是為伊斯帕尼亚） 作為兩個國家、民族被适当地安置在西北地區來采納著（占星術定義上）木星與火星的主宰星。這樣的國族被形容為“独立自主、愛好自由、嗜愛兵器、勤奮（independent, liberty-loving, fond of arms, industrious）”，立基於這些行星所歸屬的特徵上。因為主要地被陽性行星所管轄他們也是“沒有關於女性強烈的感情以及蔑視愛的愉快（without passion for women and look down upon the pleasures of love）”。觀測到的特性影響了他將不列顛的歸類為具有一種接近同牡羊座和火星的密切关系（由此“其地的大部分居民都剽悍剛烈，更加頑固和野蠻〔for the most part its inhabitants are fiercer, more headstrong and bestial〕”），同時西班牙據悉是更受到射手座和木星的影響，（由此表明“他們的獨立自主、簡樸以及纯洁的愛〔their independence, simplicity and love of cleanliness〕”）。
雖說托勒密形容他的分析為一項“簡要的闡述”，本章（第三章）是將在行星、黃道十二星座（宮）以及73個國族的國族特徵、特色之間建構成一個廣泛的聯結。它的結論連同三個另外附帶的主張充当著世俗占星術的核心原則：
1. 每個恆星具有親近著隸屬於黃道上升星座的國度。
2. 一個城市（或國家）的最初建立之時間可以採取類似使用於一張個人的占星命盤的方式，以从占星术的角度來確立該座城市的特色與經歷。最重要的考量是黃道帶的區域其標明這太陽與月亮的位置，並且占星圖上的四個角（英语：Angle (astrology)） ── 尤其是上升點。
3. 如果這個城市或國家的建立時間是未知的，一個相近的用法是可以製作出在當時由何人來担任（元首）公职或者是被立為君王的占星命盤，隨同對該星圖上的天頂（midheaven，也翻譯為上中天）給予著特別關注。[109]

### 蚀相（日月蝕）的運用
本書（卷貳）的其餘部分將顯示出這些知識是如何地被運用在世俗事件的預測之中。焦點是考慮到蚀相（日月蝕），作為“第一個並且是最有力的（first and most potent）”變化原因，輔以外側行星的‘位置（stations）’之察看來做補充：土星、木星以及火星。儘管蝕相被視為和隸屬在黃道十二星座之下的任何國家在他們那國度中所發生的相應，托勒密的審查是專供在他們可見區域那裡之用，在此他主張將會體現最明顯地效果。掩星的（obscuration，漢文中的天文學術語也翻譯作食）期間決定了其影響效應的持久性，連同著按每小時成比例對於日蝕以一小時作為年份的和對於月蝕以一小時作為月份（來做觀察研究）。隨後蝕相與相對於地平線的位置被用於判斷是否在這期間的開端、中間或結束的影響是最廣泛地，連同通過行星往來接觸對於此期間內發生的蝕相之程度鑒定出激烈化的時間。

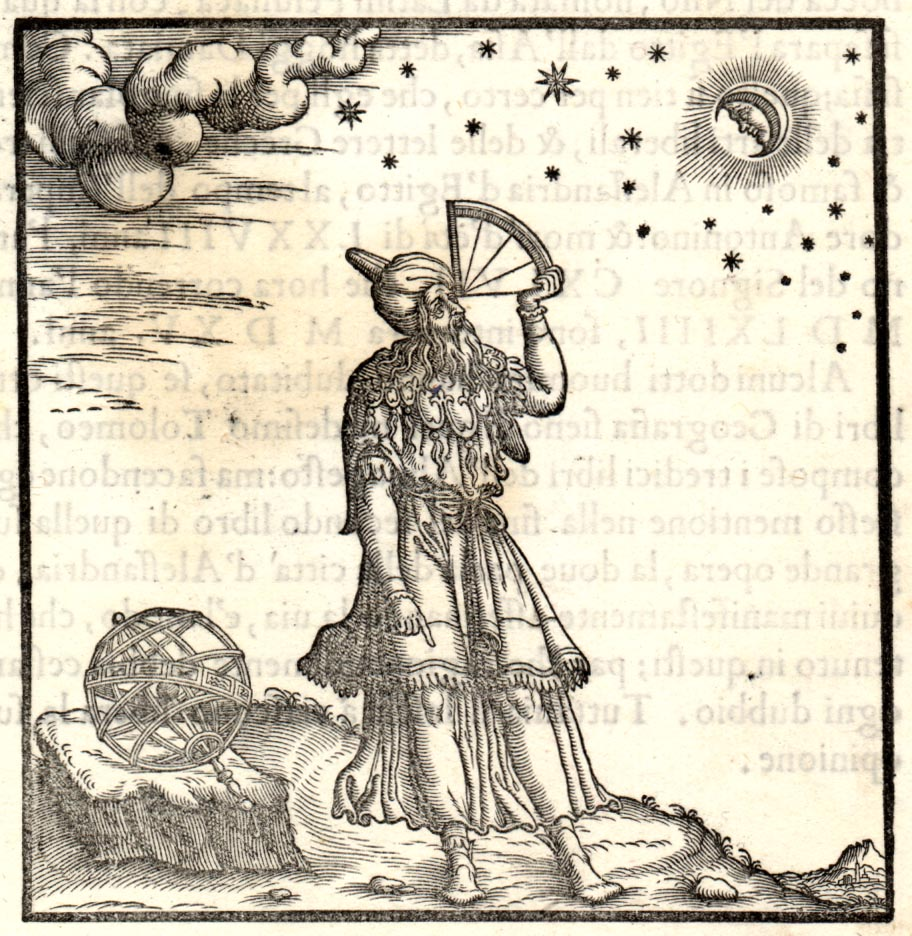
托勒密正使用著四分儀的描繪，出自乔尔丹诺·利雷提（Giordano Ziletti）的《根據托勒密占星術和地理學的原理》（Principles of astrology and geography according to Ptolemy），1564年。

第七章開始將體現出什麼類型事件的審查。這是由地平線的角度來判斷其乃是較於蝕相在星圖的设置中對於正受到審查的位置和行星（們）其通過主宰星以及強大有力相位連接所支配的這個角度（地平線的角度）優先。是否這預測效果是有益的或者有害的則要取決於這些行星的狀態了，同时显示的類型是通過黃道十二星座（宮）、恆星以及牵连的恒星组合（constellations，中文字義上這個字彙也可以翻譯成星座，但是這是用在天文學上的；此外也可以翻譯成星群）來做判斷。由此產生的預測對國家族是相關的，但是托勒密指出某些個體是對於這影響效果比其他個體更响亮；換句話說那些擁有太陽或月亮在他們的占星命盤裡進入相同程度的蝕相，或者是直接相對於它的程度之個體（對此最具共鸣作用）。
在他的《至大論》裡邊托勒密解釋說他曾獲得自纳巴那沙（Nabonassar）君王即位伊始（西元前747年）以降保存對於900年以來的蝕相記錄。在《占星四書》（卷貳）的第九章之中他表明巴比倫傳授的知識那伴隨這些記錄裡邊其所詳述列舉之徵兆是以基於看得見的現象为根据的。蝕相（日月蝕）的顏色與“鄰近祂們所發生的形成結構，比如光杖、暈輪，等等……（the formations that occur near them, such as rods, halos, and the like）”被認為是連同著在占星術中彗星的重要意義是一起的，在祂們是否採取“‘光束狀’、‘喇叭狀’、‘罐狀’，等等……（'beams', 'trumpets', 'jars', and the like）”的形式。意思是來自祂們相對於太陽的位置並且“祂們頭端在黃道帶的部分中的顯現以及祂們尾端的形狀在經過的方向中之指向（the parts of the zodiac in which their heads appear and through the directions in which the shapes of their tails point）”的評估。值得注意的是在這裡托勒密使用著他在卷壹之中所提出的靈巧、整齊俐落的理論邏輯之外的原則，只有從他的古老原始資料所繼承的神話和傳統預兆（慣例）方面是可说明的。他還辯護著分析所涉及的主觀性，聲稱這將是不可能提及所有這項調查研究的正確結果，這就要求從占星師立下判斷的進取心和智慧了。
卷貳的其餘章節是從事于氣象事項的課題。第十章指定了新月或滿月先於太陽的初切（ingress）之前進入牡羊座可以用來作為對於調查年度天氣模式的一個起點。月亮週期其先於太陽的初切之前進入任何其他二分點（春分、秋分）和二至點（夏至、冬至）的星座（巨蟹座、天秤座以及摩羯座）也可以用在關於季節性的關注，並且在這些“月度調查（monthly investigations）”內帶來基於月亮週期與行星會合之更加具體的內容細節。恆星進入黃道帶星座中之天氣影響的記錄是被系統地論述著，最後結尾附隨著一般觀測天空現象的關聯譬如像流星、雲的形成和彩虹。這些最後需要考虑的事项被預期對當地蝕相週期的初始勘探詳細內容做補充。托勒密在這本書（卷貳）自始至終的主題乃是這種性質的星圖是不能孤立地進行判斷，除了要到它們所屬的循環週期模式內被理解之外，加上在那裡所涉及的度點（the degree points）之間有很強烈的聯繫；因為：

原文：
In every case... one should draw his conclusions on the principle that the universal and primary underlying cause takes precedence and that the cause of particular events is secondary to it, and that the force is most ensured and strengthened when the stars which are the lords of the universal natures are configurated with the particular causes.
譯文：
在任何情況下…應該得出他的結論於原則上是普遍和最初主要根本潛在的原因當優先以及特殊事件的起因對此（原則）是次要的了，然後當星宿是其普遍性的支配者都配置以特殊的原因一起該力量是最確定和增強得。

隨著占星術家預其擁有世界週期的了解和認識其提綱挈領地勾勒出個人命盤的背景原則的概要，托勒密這本書（卷貳）的結束伴隨著一項许诺那是接下來將會提供“正當程序（with due order）”之步驟其乃為允許以根據著個人命盤作預測。

## 卷參：個人命盤（遺傳的影響和稟性）

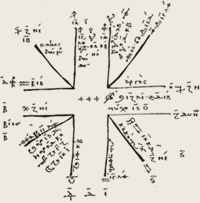
拜占庭重現的一張希臘占星術的天宫图（占星命盤），被歸功於哲人阿什凱隆的歐托基奧斯（Eutocius）的貢獻，西元497年。

卷參一共分為十四章（洛氏叢書版本）。卷參和卷肆探索托勒密所表示“星命学技藝（the genethlialogical art）”的項目是什麼：設定對於個人的出生的那一刻命盤之解答。他解釋說生命有幾個週期來研究然而對於所有調查的起始點則是受孕或誕生的時間。這前者“子孫的起源（the genesis of the seed）”聽憑先於誕生、分娩事件的知識、見識；而後者“人類的起源（the genesis of the man）”則是“在潛力中更加完善（more perfect in potentiality）”因為當孩子離開子宮並且具備有“往外進入於蒼穹恰如其份形成下的光明世界（forth into the light under the appropriate conformation of the heavens）”的氣質，身體的性格和物理形態被設置完成。這兩個時刻（受孕、誕生）被形容為有鏈接以一個“非常相似成为原因的動力（very similar causative power）”，從而使受孕的精子在占星術上地一個適宜的時刻採取獨立形式，由此衝動的生育發生於“從這一開始治理孩子的構成內容中相似類型的格局配置（configuration of similar type to that which governed the child's formation in detail in the first place）”之下。第二章繼續這個主題在討論出生時刻上升點的精確度計算的重要性，恰恰就是這個足以確立當地時間記錄的困難度，以即可得到合宜的校正方法（換句話說，確保星圖是正確的）。
第三章描述星圖的如何分析被劃分的預測類型屬於：
1. 必不可少的，先於誕生之前遺傳素質的成立（其家族與父母的影響），
2. 那些在誕生時成為已知的（例如孩子的性別和出生的缺陷），還有
3. 那些只能在出生之后的成長才可得知的（例如生命的長度、心靈的素質、疾病、婚姻、子女，以及物質財富）。

托勒密闡釋這程序由此每一個主題變成了有关联的，並在卷參與卷肆的其餘章節中於他的專題介紹之安排裡邊遵循著這項（有关联的程序）。
首先他處理著出生以前的事項，在第四章裡涵蓋著占星術上父母的徵象星（significators），並且在第五章論及兄弟姐妹。然后他則處理“直接涉及分娩（directly concerned with the birth）”的事項，解釋如何判斷如孩子是否會是男性或女性這樣的問題（第六章）；分娩是否會產生雙胞胎或多子女（第七章）；以及是否會涉及生理缺陷或怪異的形態；如果是這樣，這些是否偕同心智不足的人、显要人物或者是被引以為光榮的人（第八章）。
关系到出生後的探索於第九章開始連同當發生了孩子未受到撫養的占星術上因素的審查。這個研究死胎和嬰兒似乎呈現“半死不活（half-dead）”的跡象，或者那些已遭受遺棄在外的狀態（包括他們是否仍有繼續哺育和存活的可能性）。第十章詳細介紹對於在正常情況下確立生命長度的方法。這是一篇具重要性與章節冗長的主題，其中的技巧需要精確的天文細節和複雜累進技巧的高深學問。吉姆·泰斯特（Jim Tester）已評論關於托勒密是如何進入一個不尋常细节的層級是在一個他（托勒密）所負責的事物之中那個被布希-琉坎（Bouché-Leclercq）描述為“占星術的首要任务，由從業者進行判斷最為困難、最危險以及被它的仇敵憎恨（the chief task of astrology, the operation judged most difficult by practitioners, most dangerous and damnable by its enemies）”。這樣的一個預測涉及到司法技能以及連帶著數學的專門知識因為有幾個‘破壞性的’期間可能會確定但是由其他因素抵銷了，防護著星象影響，造成在危險或是疾病的期間其不會導致與死亡。接續著這個之後，在第十一章裡，藉著占星原則從其判斷出身體的外貌和氣質。行星的意義按照他們的體液連結的邏輯，所以木星（與溫暖和潮濕有關聯，一種體液組合有助於促進成長）在身體上給予寬大的外貌。由於這些定義，在某種程度上，對身體的痛苦傾向，對於第十二章裡邊有自然流動的內容，其焦點在關於占星術上的徵象星論述到傷害和疾病。行星的詳細內容與身體的器官和功能的連結被敘述著，例如土星管轄脾臟以及木星管轄肺臟。吉姆·泰斯特以指出了這種類型有“在詳細內容上更多或更少相符合（more or less agreeing in detail）”的若干名單。
卷參總結連同一項議論於第十三章和第十四章被描述為什麼是托勒密“很大程度上俯瞰（largely overlooked）”方面的學說：“心理學（psychological）”之一，它涉及著靈魂（或是“心理〔psyche〕”）的素質。歷史學家尼古拉斯·坎皮恩（Nicholas Campion）已經討論了天體和心理境界連繫觀念的根源，這可以追溯到西元前六世紀，並且在托勒密的情況下呈現出 亞里斯多德學派以及 斯多葛主義的哲學的混合，以靠在柏拉圖主義的觀點即“靈魂來自於天上（the soul comes from the heavens）”這也解釋了“人類的性格是如何的形成由天來決定（how human character comes to be determined by the heavens）”。
有關靈魂，對於托勒密而言，包括有意識推理的才能，這是理性的並且是歸因於水星的狀態，還有心靈的潛意識和無意識的元素（此即“感知和非理性的部分〔sensory and irrational part〕”），這是靈敏的而且是歸因於月亮的狀態。這兩個章節做出本能的衝動和道德傾向的分析，描述於第十一章是關切著心理動機和行為表現的狀態而不是物理的氣質。靈魂的疾病被定義為“感染這是全然不相稱的並且因為它是病態的（affections which are utterly disproportionate and as it were pathological）”包括精神錯亂、無法行使節制或約束的行為、情緒不穩定、墮落的性慾、病態性反常行為，以及心靈的智力和消極部分之強烈痛苦。占星術上的解釋主要地涉及破壞行星的擴大影響這也是在與水星以及太陽或是月亮一起的嚴峻格局的配置上，或者行星連結著有關心理的衝動（舉例來說，金星在性慾的問題）。坎皮恩已指出了這些行星連結有關心理的素質不是托勒密所原創的，是存在於《赫耳墨斯文集》之中托勒密在編纂他的文獻當時這部經典（《赫耳墨斯文集》）正好是在亞歷山卓流通著。:254
在這本書（卷參）裡面托勒密已調查所有這主題所涉及的內在特質、遺傳模式、易患病的体质（predispositions）以及從出生所呈現的自然趋势。他的個人命盤之探索延續到卷肆，內容的唯一的區別在於隨後的主題涉及到重大事件和生活經歷：托勒密所提到的什麼是作為“外界的偶發事件（external accidentals）”。

## 卷肆：個人命盤（外界的偶發事件）

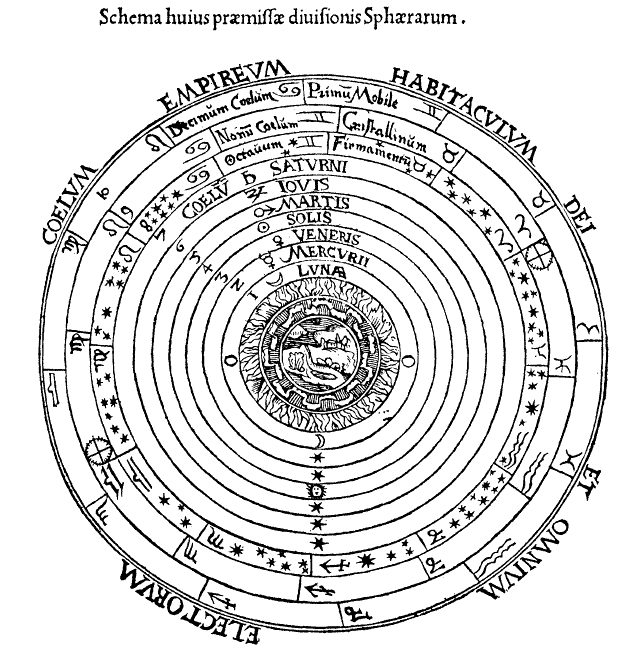
托勒密的地心天體球面，出自彼得·阿皮安（Peter Apian）的《宇宙誌》（Cosmographia，1539年）。

卷肆一共分為十章（洛氏叢書版本）。卷肆提交一個簡要的介紹重申對於如前所述的內容之安排。它就此開始探討富贵的主題。托勒密曰：“如同物質財富是與身體的所有權相關聯的，所以榮譽也是屬於這些靈魂的（as material fortune is associated with the properties of the body, so honour belongs to those of the soul）”。第二章，關於物質財富，採用了“所謂的‘幸運點（Lot of Fortune）’”儘管托勒密在陳述關於它（幸運點）的計算上之教导與許多他同時代的占星術家有所抵觸“我們測量由天宮圖上從太陽到月亮的距離，於日生盘和夜生盘兩者（we measure from the horoscope the distance from the sun to the moon, in both diurnal and nocturnal nativities）”。托勒密的聲譽確保了這個計算的方法被許多後來中世紀與文藝復興時代的占星術家所採用著（關於幸運點以及如何地運用祂，或者藉由白天或者是藉由夜晚），儘管現在了解到大多數希臘占星術家對於夜間出生（nocturnal births）的計算公式是相反的。值得注意的是在他討論的“有關身分的運勢（Of the fortune of Dignity）”，在第三章之中，托勒密沒有提及到精神点（Lot of Spirit或者是灵点〔Daimon〕），對於物質財富與心靈幸福有關聯的幸運點這通常被用來作為精神點的相似點。這被看作是一項他普遍反感的示範（在卷參第三章之中聲明）因為“其中的點和數字沒有合理的解釋可以給出（lots and numbers of which no reasonable explanation can be given）”。
隨後的章節，它的標題是由羅賓斯譯為〈有關行為的性質〉（'Of the Quality of Action'），關注職業的傾向和职业提升（或是衰退）的徵象星。這之後是在第五章之中婚姻的處理，其主要提到了月亮在一位男人的星圖之中，用來形容他的妻子，以及太陽在一位女人的星圖中用來形容她的丈夫。在這裡托勒密展現了職業占星術上被稱為合盘（synastry）的技巧，其中兩個獨立天宮圖的行星位置對於彼此關係的和諧或怨恨的跡象被互相地作個比較。
接下來的四個章節完成了出生時具有的議題之調查，涉及孩子主題的處理（第六章）；朋友和敵人（第七章）；國外行程的危險性（第八章）以及死亡的性質（或類型）的探討（第九章 ─ 而不是在卷參第十章中的死亡時間的考虑）。
這本著作（卷肆）的最後一章被描述為“異常的一篇章節（a curious one）”因為在書的結尾引入了獨立的主題。這是提及七個‘人類的世代’，其中在卷參第一章裡托勒密簡要地談論這個課題那是根據著他們生命中所發生的時間而星象配置格局的重點則有所不同：“我們預測會發生在特定的時間與在程度上不等的事件，以下所謂的生命的世代（we predict events that will come about at specific times and vary in degree, following the so called ages of life）”。
他的理由是，正如一名占星術家必須考慮到文化差異“為了不使他藉由指定適當的習俗和禮儀上弄錯，舉例而言，與一位女性好友結婚她是義大利人對於習俗和禮儀是通過賽跑，改为對於埃及人則依照著他應該做的習俗和禮儀（lest he mistake the appropriate customs and manners by assigning, for example, marriage with a sister to one who is Italian by race, instead of to the Egyptian as he should）”，有必要考慮在生命的世代中其重要地占星術上的事件之發生。這是為了確保該預測將會“調和那些細節這是設想在時間方面對於在各種年齡階層的人而言與那个（占星術上的事件）是合適的和可能的（harmonise those details which are contemplated in temporal terms with that which is suitable and possible for persons in the various age-classes）”並且避免超出預測範圍內比如即將結婚的年輕的孩子，或是“對一位極其年長的人而言其子女或任何其他適合（適婚）的年輕人將為人父母之終生大事（to an extremely old man the begetting of children or anything else that fits younger men）”。這導致成一項七個生命世代的行星主題之讨论，此即：

原文：
...for likeness and comparison depends upon the order of the seven planets; it begins with the first age of man and with the first sphere from us, that is, the moon's, and ends with the last of the ages and the outermost of the planetary spheres, which is called that of Saturn.
譯文：
…對於相似和比擬取決於七曜的次序；它開始連同著人類的第一個世代與連同著從我們的第一個天體，亦即，月亮的，並且世代的最後結束及其行星天體的最外緣，這就是所謂的土星。

在這段落中的資訊可以概括如下：
| 行星 | 時期           | 歲數       | 世代             | 行星主題                                         |
| 月亮 | 最初的4年      | 0歲～3歲   | 嬰兒期           | 順從，發育，可变性，身體的滋养。                 |
| 水星 | 接下來的10年   | 4歲～14歲  | 兒童期           | 智力的開發，發音清晰度，身體和精神靈巧。         |
| 金星 | 接下來的8年    | 15歲～22歲 | 青少年期         | 對於愛情和性欲的衝動，灼烧的激情，狡诈。         |
| 太陽 | 接下來的19年   | 23歲～41歲 | 成年期           | 責任，志向，實質，禮貌合宜，從童心轉變。         |
| 火星 | 接下來的15年   | 42歲～56歲 | 壯年期           | 严格簡練，通過最初的體認，努力來完成生命的課題。 |
| 木星 | 接下來的12年   | 57歲～68歲 | 中年期           | 履行，退休，独立自主，尊嚴，慎思，信譽。         |
| 土星 | 所有剩餘的歲月 | 69歲～逝世 | 老年期（晚年期） | 冷淡，乏力，衰退，障礙，頹廢沮丧。               |

這本書（卷肆）結束附隨著一項在定时事件的預測中使用的天文和符號週期的簡要讨论，其中包括提及（主要）指导说明、年度預測、初切（ingresses）、月亮週期以及凌日（transits）。
洛氏叢書1940年英譯本的翻譯者，F. E. 羅賓斯，報告一項有關於這本書（卷肆）的最後段落之“令人費解的問題”。手稿的一組要麼不是留下未完成的作品要麼就是提供與其相稱的一份文獻為《匿名釋義》（Anonymous Paraphrase）的著作（推測歸功於蒲洛克勒斯）；其他介紹的文獻這在大致內容上相同的，但是更冗長，那是根據著通過阿拉伯翻譯所傳遞的手稿。羅賓斯認為肯定的是在這（卷肆）結尾與它同時出現的《蒲氏釋義》（Paraphrase，或譯《釋義》）文獻是假的。羅伯特·施密特（Robert Schmidt），後來古鏡重光計畫（Project Hindsight）版本的英文翻譯者同意他（羅賓斯）的抉擇，指出這後來的文獻“使人覺得是更加廣泛的托勒密（sounds more generally Ptolemaic）”。
羅賓斯解釋說當古籍被編纂在手抄本（codex）而不是书卷的形式下通常會發生缺乏一個結尾的情況。由於《占星四書》的《蒲氏釋義》版本旨在表達作品的意義沒有托勒密自己文獻結構複雜的風格，羅賓斯說他“不能想像任何人如何（也許除了托勒密之外）可以扭轉這曲折的過程和演變，較後來艱澀難解的希臘文出自於過去原來比較簡單的語言（cannot conceive how anyone (except perhaps Ptolemy) could have reversed the process and evolved the tortuous, crabbed Greek of the latter from the comparatively simple language of the former）”。他因此提供了結尾的兩個版本同時提供他支持對於那項說法是在這文獻的阿拉伯文版本中發現的。這本書（卷肆）附隨著托勒密的申明作出结论“由於誕生的主題已被概要地審查了，它將是很好地促使這個過程也是一個合適的完結（since the topic of nativities has been summarily reviewed, it would be well to bring this procedure also to a fitting close）”。

## 版本與流傳
這份文獻的原始手稿已經不復存在了；其內容是從翻譯、文句片段、釋義的副本、評論以及後來的希臘手稿得知的。占星研究學者德博拉·霍丁（Deborah Houlding），在一項如何具體的分析中指出在不同版本之間的一致或更改，表明著相互矛盾及衝突的細節方面都受到了三個主要流傳趨勢的影響：手稿業已通過阿拉伯文的翻譯而傳遞著；那些根據釋義的版本，以及那些比阿拉伯文譯本晚了四百年且注有日期的的手稿，然而那是未透過（訪求、查閱）希臘文（原稿）之下的翻譯。

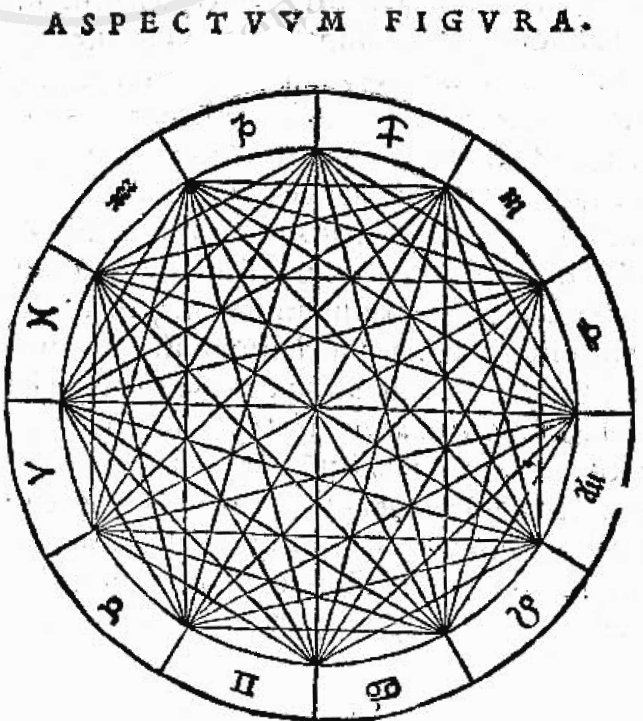
黃道十二宮的星盤。

### 阿拉伯文譯本
現存最古老的手稿是由九世紀為伊沙克·本·侯賽因（Ishaq ben Husein）所彙編的一部阿拉伯譯本。這一本最初被翻譯成拉丁文的版本，是位於巴塞隆納中，由蒂沃利的柏拉圖於1138年翻譯並且成為了於中世紀歐洲第一部完整介紹托勒密占星著作的最具影響力之版本。它至少留存九種手稿與五種文藝復興時期的印刷本。
其他根據阿拉伯文譯本為來源的拉丁文譯本之成書還包括一本於1206年彙編的匿名（未出版）著作以及十三世紀由埃及迪奧·泰巴爾迪（Egidio Tebaldi或者稱為Aegidius de Thebaldis）所編輯的另一本著作。通常的情況下，這源自阿拉伯文版文本之拉丁文譯本的成書還與一本在十一世紀由阿里·伊本·里德万所編輯的評注一起流通著。
埃及迪奧·泰巴爾迪的譯本是由艾哈德·罗道特在1484年首次出版一併隨同哈理的評注以及一本“偽（托）托勒密（pseudo-Ptolemaic or Pseudo-Ptolemy）”之名被稱為《金言百則》（Centiloquium）的格言錄一起發行。這些書刊已被描述為“十五世紀晚期義大利印刷出版品”。

### 《蒲氏釋義》根據的版本
一部匿名的希臘文釋義被推測地認為是五世紀的哲學家蒲洛克勒斯所著。它通常被稱為《蒲洛克勒斯釋義》（Proclus' Paraphrase，不過這本書在英文通常被簡稱為Paraphrase，翻譯為中文為《釋義》，但是為了能夠精確的指稱此書，因而可以稱為《占星四書釋義》或者直接的簡稱《蒲氏釋義》）雖然其真實性是受到質疑的，被史蒂芬·海倫（Stephan Heilen）教授形容為“非常可疑的（very doubtful）”。這部《蒲氏釋義》的內容是接近於《占星四書》的手稿，然而它使用著簡單的行文與提供海倫教授所說的“一部更容易理解艱澀原創著作的版本（a more easily understandable version of the difficult original work）”之宗旨。
在那兒方面並沒有這份文獻的現代評論版本。現存最古老的手稿是被追溯至十世紀並且封存於梵蒂岡宗座圖書館（Vatican Library, Ms. Vaticanus gr.1453, S. X., ff.1–219）裡邊。:269有些《蒲氏釋義》的文本被翻譯成拉丁文並同時出版發行加上由菲利普·梅兰希通在巴塞爾所著的緒論，該時間是於1554年，但是這文本不是廣為流傳的。:265一份完全重現與附隨著拉丁文翻譯文本是由梵蒂岡學者里奥·奥拉提乌斯“為了他個人的滿足”大約在1630年編譯出來並且這文本是由爱思唯尔家族在萊登付梓及發行，該時間是於1635年，顯然地是在奧拉提烏斯不知情或沒有同意下出版的。
奧拉提烏斯的拉丁文譯本在1940年的羅賓斯版本之前被用來作為所有《占星四書》的英文譯本之依據。:266這些包含由約翰·惠利（John Whalley）的翻譯作品（1701年）；由埃比尼泽·西布利（Ebenezer Sibly）和他的弟弟一起編譯惠利“修正版”譯作（1786年）；J.M. 阿什兰的譯作（J.M. Ashmand，1822年）；詹姆斯·威爾遜（James Wilson）的譯作（1828年）；以及其他十九世紀私下流傳的手稿如約翰·沃斯代爾（John Worsdale）的那份文本。

### 希臘手稿
雖然沒有托勒密原始手稿副本的留存，但是還有其他的古代著作，像是赫菲斯提欧（Hephaistio）之《星辰對人類命運的影響力第一冊》（Apotelesmatics I），其中有描述到或重現了它（托勒密原稿）的一些段落。這些都被用來幫助考證內容有爭議的地方。:275
關於這份文本最古老且相當完整的希臘手稿（而非釋義版的作品）被追溯至十三世紀。其他年代第二或第三古老的文本是追溯至十四世紀但是大多數（文本）是追溯至十五世紀和十六世紀。在他（法蘭克·埃格爾斯頓·羅賓斯）的1940年譯作之‘引言’中，据法蘭克·埃格爾斯頓·羅賓斯的報告在歐洲的圖書館之中至少有35份的手稿存在包含著《占星四書》的全部或很大一部分內容。
首部發行的版本是於1535年出書連同附隨一本由日耳曼地區古典學者乔基姆·卡梅拉留斯的拉丁文翻譯。此書於1553年再版並且是（這樣子的情形）“值得注意的是提供首部拉丁文翻譯的是根據著希臘文的（文本）而非阿拉伯文（譯本）的來源”。:269羅賓斯注意到於希臘文本中的1553年版本之頁碼將其對著他的英文譯本，申明“我針對著卡梅拉留斯的第二版本之校勘整理已經完成了，因為迄今為止這一直是標準的文本加上它是最合宜的（My collations have been made against Camerarius' second edition, because thus far this has been the standard text and it was most convenient）”。
同樣地也是在1940年裡，一本希臘文評論版是由托氏文庫出版發行，其地點是在德國，這是根據著法蘭茨·波爾未出版發行的作品其（成書工作）乃是由他的學生愛蜜麗·布爾（Emilie Boer）所完成的。羅賓斯在他的英文翻譯的準備中對於不能夠參考到這部作品表示遺憾。
在1994年裡這部‘波爾─布爾（Boll-Boer）’版本成為了由羅伯特·施密特的英文譯作連載刊登的依據，由“古鏡重光計畫”所出版發行。這‘譯者序論’是羅賓斯理解的一些“概念上涉及的問題”之評論並且主張為了新的英文翻譯的需要其認可“由波爾與布爾在1940年編輯的文本是托氏文庫可能的優勢（probable superiority of the Teubner text edited by Boll and Boer in 1940）”。
希臘文本的最新評論版是由德國學者沃爾夫岡·休伯納所著作，並且由托氏文庫於1998年出版發行。以33份完整的與14份不完整的手稿為根據，休伯納也納入了布爾未發表過的筆記還有在羅賓斯與波爾─布爾中所給出的論證。:273這部目前被認為是最具權威性的版本。一位评论家在《古典书籍评论》（Classical Review）的评注中宣稱它為“比在以前版本中的進步幾乎在每一頁上是明顯可見的（Progress over previous editions is evident on virtually every page）”。
- 乔基姆·卡梅拉留斯（1500年～1574年）。首位翻印《占星四書》希臘文版本的譯者。
- 赫罗尼姆斯·沃尔夫（1516年～1580年）。首位翻印《占星四書評注》拉丁文版本的譯者。
- 里奧·奧拉提烏斯（英语：Leo Allatius）（1585年～1669年）。首位翻印《蒲氏釋義》的譯者。
- 法蘭茨·波爾（1867年～1924年）。托氏文庫《占星四書》希臘文版（1940年）的譯者（與布爾合著）。

## 相關著作

### 《占星四書評注》
除了由阿里·伊本·里德万（哈里）在十一世紀裡對於《占星四書》所著作的阿拉伯文評注之外，亟需要關注到一本匿名的希臘文《占星四書評注》（Commentary，這一本著作的書名直接翻譯是《評注》或《評論》的意思，但是這裡為了更精確的指稱這本著作，此即翻譯為《占星四書評注》）這部著作，它有著年代久遠、晦澀的源起。它是在一個不確定的年代著述的，若不是在古典時代晚期就是在拜占廷時期。這書也是被歸功於蒲洛克勒斯所撰述的，與他身為《蒲氏釋義》的假設性作者情況一樣，雖然海倫教授已論及過這樣的一項原因归屬“看起來像是猜測（looks like guesswork）”。霍丁亦同樣地指出了把《蒲氏釋義》和《占星四書評注》裡面訊息製成表格而呈現出差異“是一個争议性的說法那兩者不可能是相同一位作者的著作（is a telling argument that both cannot be the work of the same author）”。:274
這本希臘文的《占星四書評注》是在1559年首次出版發行連帶著附隨一部由赫罗尼姆斯·沃尔夫所譯的拉丁文譯本。這部聲称是根據著一份嚴重損壞的手稿此（書的問世）乃需要藉由沃爾夫的一位饱学的朋友進行無數推測（之工作而完成），其人寧可情願採取維持匿名的方式而不願為了面對“在涉足這類文學”而遭受斥責。沃爾夫的版本是連同一本《占星四書導論》（Introduction to the Tetrabiblos）裝訂在一起的，其書被歸功（推測地）於波菲利所著作，加上戴谟披罗斯（Demophilus）的旁注。
這部《占星四書評注》的宗旨、意向是在提供由托勒密所描述的占星原理、原則之插圖示范说明和更完整的解釋。遵循著沃爾夫的版本之下，大量的文章段落已被納入了拉丁文的占星著作中那些拉丁著作是精選廣泛彙集的占星命盤例證、範例。兩個顯著的例子是杰罗姆·卡丹的《托勒密之星象決斷》（Ptolemaei De Astrorvm Ivdiciis，巴塞爾，1578年）以及弗朗西斯科·姜緹訥斯（Francisco Junctinus）的《真實反映占星術》（Speculum Astrologiae，里昂〔Lugduni〕，1583年）。:273現代译者們在他們的说明注解之中仍繼續參考著赫羅尼姆斯·沃爾夫《占星四書評注》。

### 《金言百則》
這一本《金言百則》（Centiloquium，英譯是‘one hundred (sayings)’；漢譯是‘一百則〔諺語〕’）是常見的一本100則重要的占星格言彙集之拉丁文書名。在拉丁文裡它也被名為Liber Fructus（阿拉伯文：Kitab al-Tamara；希伯來文：Sefer ha-Peri）英譯是‘Book of the Fruit’；漢譯是‘果驗之書’。這後者（指稱書名）所反映出的信念是此乃提供著一份托勒密的占星原則關鍵訣竅（竅門）之總和，並且因此呈現出了“他的四書之果驗”這樣的含意的書名。它的開頭，如同托勒密的著作之做法般，附隨著一篇致予“賽芮斯”的獻辭，這有助於支持這部作品是為托勒密（所撰寫）的确实性之前提假設。
早期的手稿在其使用上通常會伴隨一本由艾哈迈德·伊本·优素福·米斯里（Ahmad ibn Yusuf al-Misri，835年～912年）所撰寫的評注。這著作轉變成了拉丁文翻譯之與此同時《占星四書》的阿拉伯文版本譯作同樣地正在成書。最早的譯本是由約翰內斯·赫斯貝尼恩瑟斯（Johannes Hispanensis）在1136年以及蒂沃利的柏拉圖在1138年完成的。
阿里·伊本·里德萬創作出了對於托勒密著作的阿拉伯文評注，注意到了那訊問性占星術（即卜卦占星術）的格言之突出原則，並且想知道為什麼托勒密沒有收錄涵蓋有關這些主題在他的《占星四書》裡面。傑羅姆·卡丹是第一位宣稱這著作是份偽造品乃是根據著這樣的差異地，谈及在他對於《占星四書》的評注裡蓋倫的一項論據：“曩昔，君主們其試圖建立偉大的圖書館以非常高昂的價格購入著名人士的書籍。經由這麼樣的做法他們造成了士人會將自己的作品假托給（歸功於）古人（In the old days, kings who were trying to establish great libraries bought the books of famous men at very high prices. By doing so they caused men to ascribe their own works to the ancients）”。
這份文獻（即《金言百則》）的作者身份之根源如今是被歸論於“偽（托）托勒密”。一些學者認為艾哈迈德·伊本·优素福才是它的真正作者。還有人認為這《金言百則》，其雖然不是托勒密撰述的，可能從希臘占星術保存了一些真實資料的校勘整理。畢竟得，這歷史性地假設《金言百則》是托勒密占星術遺產的一部分給予了它在中世紀時期廣泛普及的影響力，藉由這樣的契机它才被確立其作為了占星術傳統之中的一份重要文獻。

## 專有名詞
- 入廟（Domicile）
- 擢升（Exaltation）
- 三分之一對座（Trigon）
- 界（Bound）
- 宇宙誕生盤（Thema Mundi）

## 《占星四書》對中國的影響

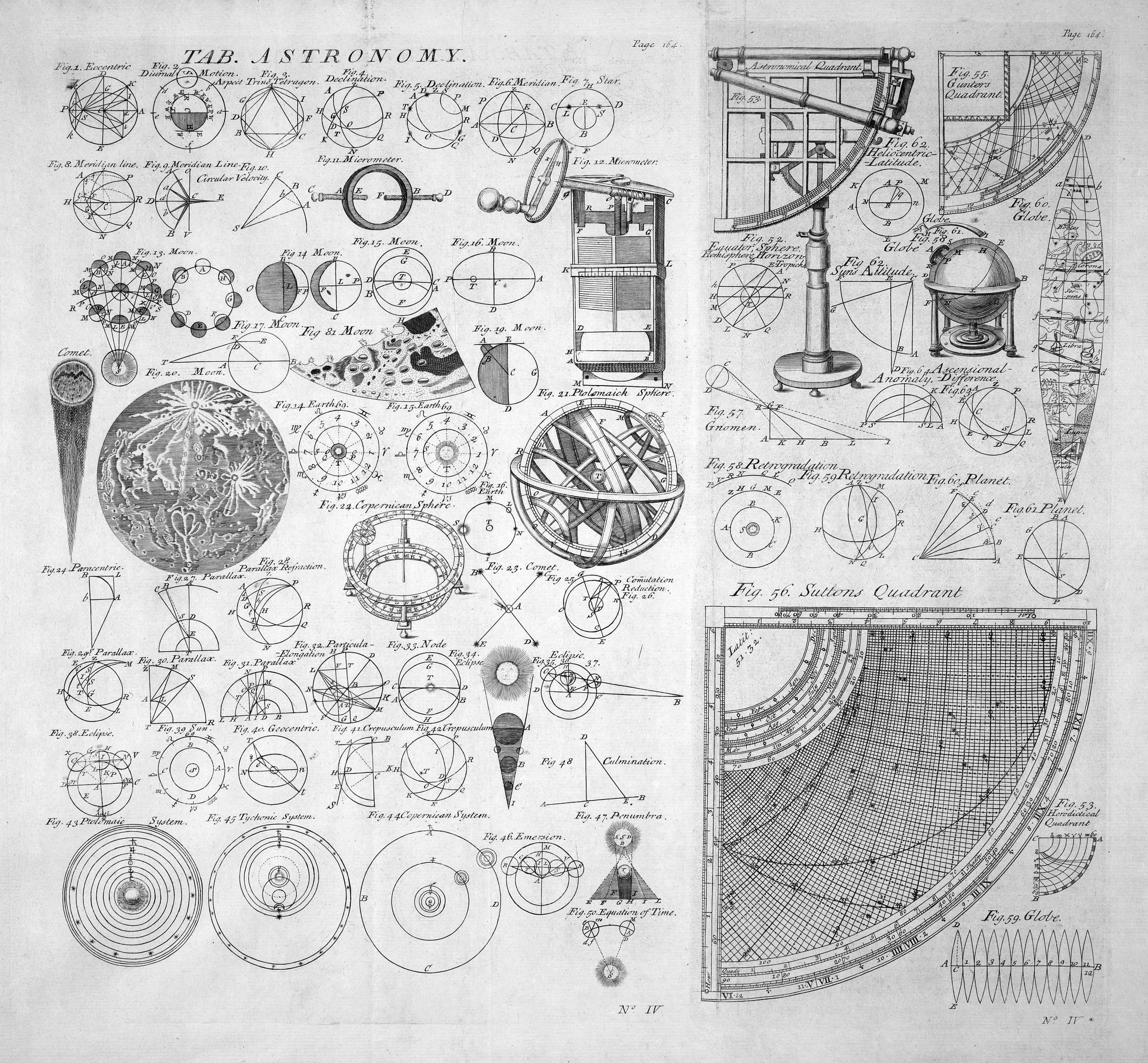
在天文學條目上的插圖搭配著數學運算之圖解說明，出自於1728年的《百科全書；或藝術與科學通用字典》（英文全名Cyclopædia, or an Universal Dictionary of Arts and Sciences，英文簡稱Cyclopaedia，中文直接簡譯為《百科全書》）；這些天文技術也可以應用在占星術的領域中。

### 中國占星重要經典
西洋星學在明末清初以前已有蹤跡，如黃道十二宮在隋唐時藉由佛經和印度天文學傳至中國。
另有藪內清等日本學者認為“都利聿斯”即“托勒密”的譯音，《都利聿斯經》源出希臘托勒密的天文學著作《占星四書》，經過波斯人的轉譯和改編，向東傳播。其中有傳到印度的文字，經過改造後被李彌乾帶入中國。不過《都利聿斯經》早已佚失，難以對照確認。

#### 唐朝時代
- 李彌　《都利聿斯經》二卷
- 陳輔　《聿斯四門經》一卷
- 徐氏　《续聿斯歌诀》一卷

#### 宋朝時代
- 安修睦撰、关子明注　《都利聿斯歌诀》一卷、《聿斯钞略旨》一卷、《聿斯隐经》一卷

#### 明朝時代
- 《回回天文書》（別名：《天文寶書》、《明譯天文書》、《譯天文書》）

原波斯天文学家阔识牙耳（971年～1029年）所著，大明朝廷于洪武十五年（1382年）命吴伯宗和回回大师马沙亦黑、马哈麻、海达儿、阿答儿等进行翻译，翌年译成。书前载有吴伯宗和马沙亦黑的两篇译序。
本書共分四类：
一、总说题目，分二十三門；
二、断说世事吉凶，分十二門；
三、说人命运并流年，分二十門；
四、说一切选择，分三門。

#### 清朝時代
- 《天步真原》一卷

西洋波兰耶稣会传教士穆尼阁（1611年～1656年，時任順治年間欽天監正）法也；中國清代薛凤祚（1600年～1680年）所译。

#### 廿一世紀
- 克勞狄烏斯·托勒密著、林樂卿譯[來源請求]　《占星四書》

## 相關條目

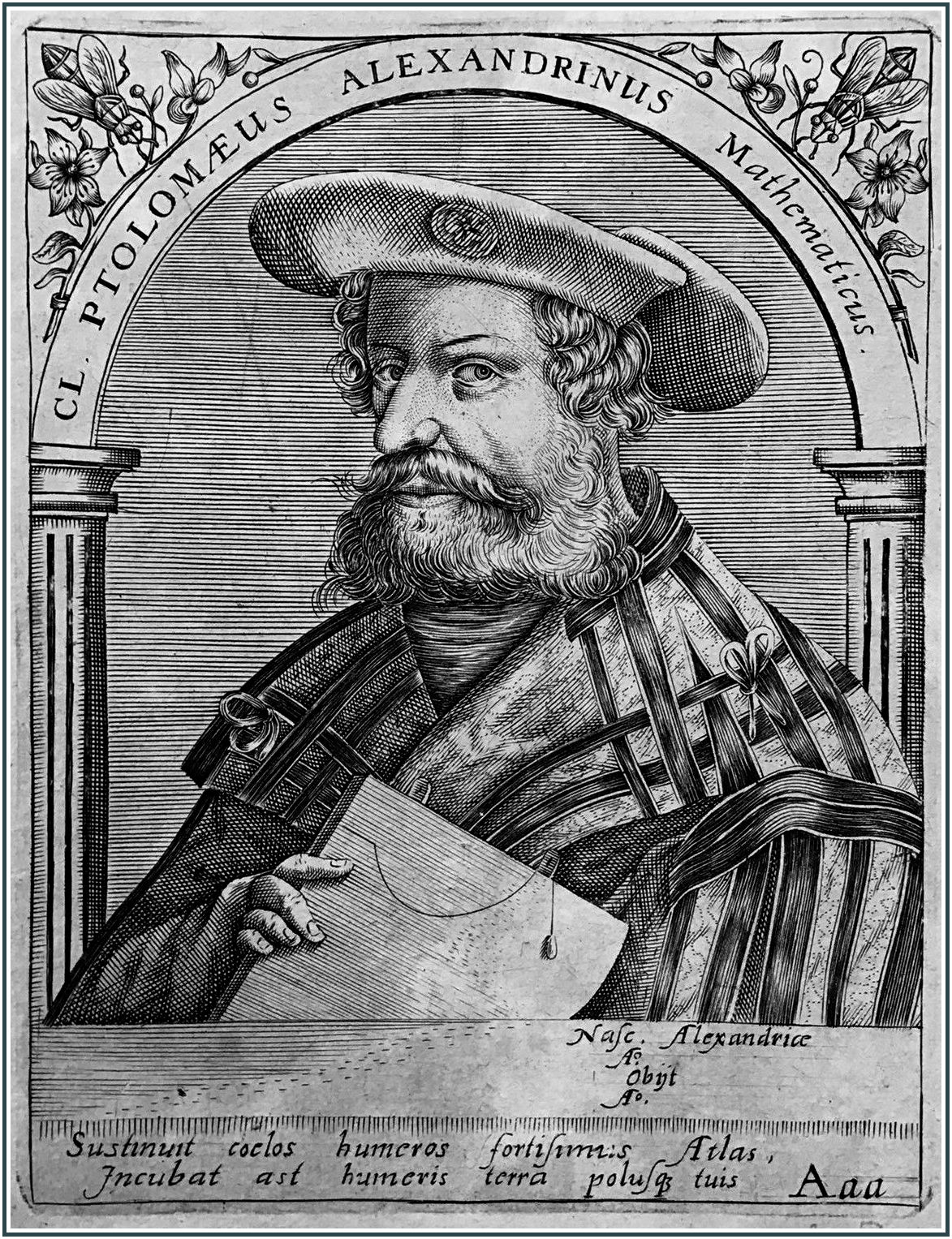
十六世紀由特奧多雷·德·布里（Theodor de Bry）所製作的想像中之托勒密木刻版畫。標題讀為：Sustinuit caelos humeros fortisimus Atlas; Incubat ast humeris terra polusque tuis — ‘雄壯的阿特拉斯將蒼天扛在肩上；然而在這個大地上欲趨何方則操之於你們’。

### 主要參考條目
- 希臘占星術（英语：Hellenistic astrology） – 與托勒密時代相關連的占星術流派。
- 巴比倫天文學 – 古老天文學的起源到托勒密時代的天文學。
- 希臘天文學 – 托勒密時代的天文學。
- 托勒密世界地圖 – 托勒密描述的古代世界地圖。

### 輔助知識條目
- 印度占星術
- 七政四餘
- 占星術史
- 占星術與科學
- 占星術與天文學
- 占星學中的行星
- 占星符號
- 占星相位
- 醫療占星學
- 天文學大成

### 引用
1. 1 2 3 4  Jones (2010) 'Introduction' by Alexander Jones, p.xii: "The Tetrabiblos (again a nickname - we do not know Ptolemy's own title, but a credible guess is Apotelesmatika, roughly 'Astrological Influences')".
2. ↑  Robbins, 1940. Introducción del traductor, II, p. x–xi.
3. ↑  Heilen, Stephan, Ptolemy's Doctrine of the Terms and its Reception, en Ramesey, 1654, p. 45.
4. 1 2 3 4  Tetrabiblos I.1 (Loeb:  p.3).
5. ↑  N. T. Hamilton and N. M. Swerdlow, 'From Ancient Omens to Statistical Mechanics', in Berggren and Goldstein (1987), argue 150 A.D. (p.3–13); Grasshoff (1990) argues that the observations in the Almagest cover the period between 127–141 A.D. (p.7).
6. ↑  Webster (1979) p.276.
7. ↑  Galileo Galilei, Two New Sciences, trans. Stillman Drake, (Madison: Univ. of Wisconsin Pr., 1974), pp 217, 225, 296–7.
8. ↑  Fernando Espinoza. . Physics Education. 2005, 40 (2): 141. doi:10.1088/0031-9120/40/2/002.
9. ↑  Ernest A. Moody. . Journal of the History of Ideas. 1951, 12 (2): 163–193. JSTOR 2707514. doi:10.2307/2707514.
10. ↑  Marshall Clagett, The Science of Mechanics in the Middle Ages, (Madison, Univ. of Wisconsin Pr., 1961), pp. 218–19, 252–5, 346, 409–16, 547, 576–8, 673–82; Anneliese Maier, "Galileo and the Scholastic Theory of Impetus," pp. 103–123 in On the Threshold of Exact Science: Selected Writings of Anneliese Maier on Late Medieval Natural Philosophy, (Philadelphia: Univ. of Pennsylvania Pr., 1982).
11. ↑  "Scientific Revolution" in Encarta. 2007.  （页面存档备份，存于）
12. ↑  Franz Boll: Studien über Claudius Ptolemäus. S. 111–188.
13. ↑  Wilhelm Knappich: Geschichte der Astrologie. 1967, S. 96.
14. ↑  Schmidt (1994) book I, p.vii–viii.
15. 1 2 3  日文維基文庫占星四書條目
16. ↑  Feraboli, introduzione.
17. ↑  摘自Luck (2006) p.420 （页面存档备份，存于）.
18. 1 2 3  Tester (1987) p.57 （页面存档备份，存于）.
19. 1 2 3  Rutkin, H. Darrel, 'The Use and Abuse of Ptolemy's Tetrabiblos in Renaissance and Early Modern Europe', in Jones (2010) p.135-147.
20. ↑  Robbins (1940) 'Translator's Introduction' II, p.xii。比喻在《占星四書》於占星術中和《聖經》在基督教中之間的重要地位是密切的。參閱舉例Riley (1974) p.235，“virtually the Bible of astrology”；布劳顿（Broughton），Elements of Astrology (1898) p.7：；塔克（Tucker），Principles of Scientific Astrology (1938) p.32："it is the Tetrabiblos which interests astrologers ... it is their astrological bible”；以及儒那（Zusne）、瓊斯（Jones），Anomalistic psychology: a study of magical thinking (1989) p.201：“the astrologer's bible, the Tetrabiblos, is still in use in the Western world”。
21. ↑  Saliba (1997) p.67 （页面存档备份，存于）.
22. 1 2  Tarnas (1991) pp.193–194 （页面存档备份，存于）.
23. ↑  Webster (1979) p.276 （页面存档备份，存于）.
24. ↑  參閱Ramesey (1654) bk. I 'A vindication of astrology', p.2，其中介紹了為什麼占星術被定義為“數學技藝（Mathematical art）”一個冗長的論據說法，既不是“本身為一項鮮明獨特的技藝或科學（a distinct Art or Science by itself）”，而是“博雅教育之一（one of the Liberal Sciences）”。亦可參閱Thorndike (1958) vol. 12, ch.5: 'Astrology to 1650'，以及Thomas (1971) ch.3: 'Astrology: its social and intellectual role'，當中描述到在十一世紀中晚期占星術的知識份子堅決努力的維持占星術的知識地位，從而迅速於該世紀末之其地位已然坍塌瓦解。
25. ↑  .   [2023-06-23]. （原始内容存档于2023-06-23）.
26. ↑  Lehoux (2006) p.108: "Perhaps the most influential of the ancient physical accounts is that offered by Ptolemy in his Tetrabiblos".
27. ↑  舉例而言，惠利（Whalley）的譯作（1701年），以及由埃比尼澤·西布利（Ebenezer Sibly）和他弟弟所編輯的‘修正版’譯作（1786年）；詹姆斯·威爾遜（James Wilson）的譯作（1828年），還有十九世紀其他私下流傳的手稿比如由約翰·沃斯代爾（John Worsdale）所著作的那份；古鏡重光計畫（Project Hindsight）由羅伯特·施密特（Robert Schmidt）所翻譯的譯本（1994年）。這些文本的細節和其它譯作是在版本與流傳這個章節呈遞出來的。
28. ↑  Rudhyar (1936) p.4 （页面存档备份，存于）.
29. ↑  Avelar and Ribeiro (2010) 'Annotated Bibliography' p.275: "This is an astrological classic and probably the most widely cited in the history of the art. It is one of the most important and influential works in the field of astrology ... without a doubt, indispensable for any serious student of astrology".
30. ↑  Ashmand (1822) 'Translator's Introduction'.
31. 1 2 3  Houlding (1993) p.3.
32. 1 2 3  Riley (1988)  p.69.
33. 1 2  Tester (1987) p.60 （页面存档备份，存于）.
34. ↑  Tester (1987) p.59 （页面存档备份，存于）; Lehoux (2006) pp.107-109.
35. ↑  Tester (1987) p.64 （页面存档备份，存于）.
36. ↑  Tetrabiblos III.3 (Loeb: p.237).
37. ↑  Thorndike (1958) vol. 1, p.116.
38. ↑  Campion, The Dawn of Astrology: The ancient and classical worlds, pg. 208ff
39. ↑  Avelar and Ribeiro (2010) ch.2, pp.10–17. See for example Tetrabiblos I.4: 'Of the Power of the Planets'.
40. ↑  Robbins (1940) 'Translator's Introduction', III, pp.xvi–xvii.
41. ↑  Elements of Astrology (1898) p.7 （页面存档备份，存于）。布勞頓（Broughton）形容它對於占星術家的價值為“One of the best books the student should read, and which is most essential” p.v.。
42. ↑  Bernard Baudouin, Dictionnaire de l'astrologie, Éditions de Vecchi, 2000, p. 31.
43. ↑  .   [2023-06-18]. （原始内容存档于2020-02-07）.
44. ↑  Ptolemy / Encyclopædia Britannica. —  Chicago: Encyclopædia Britannica, 2012.
45. ↑  Feraboli,  pp. XI-XVI, 2010
46. ↑  Wilhelm Knappich, Histoire de l'astrologie, Vernal/Philippe Lebaud, 1986, p.96.
47. ↑  Tomarchio, J. . CUA Press. 2022: xv  [2023-08-03]. ISBN 9781949822205. （原始内容存档于2023-10-08）.
48. ↑  Asger Aaboe, Episodes from the Early History of Astronomy, New York: Springer, 2001, pp. 62–65.
49. ↑  Alexander Jones, "The Adaptation of Babylonian Methods in Greek Numerical Astronomy", in The Scientific Enterprise in Antiquity and the Middle Ages, p. 99.
50. ↑  van Sertima, Ivan. . Transaction Publishers. 1992: 17. ISBN 978-1560005810.
51. ↑  Sudhoff, Karl. . New York City: Medical Life Press. 1926: 67, 87, 104.
52. ↑  Kalachanis, Konstantinos; Michailidis, Ioannis E. . European Journal of Social Behaviour. 2015, 2 (2): 1–5 –EJSB.
53. ↑  Claudius Ptolemy, Harmonics, book III, Chapter 9
54. 1 2 3 4  Robbins (1940) 'Translator's Introduction' II, p.x–xi.
55. 1 2  Heilen, Stephan, 'Ptolemy's Doctrine of the Terms and its Reception', in Jones (2010) p.45 （页面存档备份，存于）.
56. ↑  Tetrabiblos I.1 (Loeb: p.5).
57. ↑  羽仁礼著，陳惠莉譯，2011年6月，《圖解西洋占星術》，新北市板橋區，楓書坊文化出版社，頁138 - 139。
58. ↑  .   [2023-08-04]. （原始内容存档于2023-08-04）.
59. ↑  N. T. 漢米爾頓（N. T. Hamilton）與N. M.斯瓦洛（N. M. Swerdlow），'From Ancient Omens to Statistical Mechanics', in Berggren and Goldstein (1987)，主張是
西元150年 (p.3–13)；Grasshoff (1990)主張的意見是在《至大論》涵蓋的期間，是在西元127年～141年之間(p.7)。
60. ↑  Pecker (2001) p.311 （页面存档备份，存于）。許多當代的原始資料給予的是约90年～约168年作為托勒密的一生中最可能的時間跨度。羅賓斯（Robbins）給予的是100年～178年('Introduction', I p.viii)。馬克·史密斯（Mark Smith）對於由羅賓斯給予的數據也突然改變觀點：。
61. ↑  洛氏叢書版《占星四書》
62. ↑  Ashmand (1822) 'Preface' p.xxiv, footnote 4 （页面存档备份，存于）.
63. 1 2  Lehoux (2006) footnote 28: "Older versions of the history of astronomy tended to make great hay of Ptolemy's separating his astronomy and astrology into two books (the Almagest and the Tetrabiblos), as though that pointed to doubts Ptolemy had about astrology as a body of knowledge. But Ptolemy is clear that even if it is less certain, astrology is more useful than astronomy".
64. ↑  Evans and Berggren (2006) p.127 （页面存档备份，存于）)
65. ↑  Tetrabiblos I.2 (Loeb: p.19): "...it would not be fitting to dismiss all prognostication of this character because it can sometimes be mistaken, for we do not discredit the art of the pilot for its many errors; but as when the claims are great, so also when they are divine, we should welcome what is possible and think it enough".
66. ↑  North (1989) p.248. Discussed by Boll in Studien uber Claudius Ptolemaus (Leipzig, 1894) pp.131ff.
67. ↑  Jensen (2006) p.118。托勒密的論點被克卜勒在他1602年的文獻《關於占星術更堅實的基礎》（De Fundamentalis Astrologiae or De Fundamentis Astrologiae Certioribus）中採用著。
68. ↑  North (1989) p.248
69. ↑  Long (1982) p.178.
70. ↑  Tester (1987) p.64 （页面存档备份，存于）.
71. ↑  Tetrabiblos I.2 (Loeb: p.7).
72. ↑  這術語“ambient（周围的）”指的是周圍空氣的體液狀態；換句話說，即‘包絡周維環境（enveloping environment）’ (Ambient: "relating to the immediate surroundings of something" Oxford English Dictionary. Retrieved 4 September 2011.)。
73. ↑  Tetrabiblos I.2 (Loeb: p.13).
74. ↑  Tetrabiblos I.2 (Loeb: p.13), 也就是說，這些人“for the sake of gain, claim credence for another art under the name of this, and deceive the vulgar”。傑羅姆·卡丹（Jerome Cardan）在他的對於《占星四書》的評論中发表這些人所給予详细说明的預測僅僅根據著誕生的月份或日子的例證。
75. ↑  Tetrabiblos I.2 (Loeb: p.19): "We should not object to astrologers using as a basis for calculation nationality, country, and rearing, or any other existing accidental qualities". Most of book II is given to exploring the stereotypes of nations in astrological terms.
76. ↑  Lindberg (2007) p.247ff （页面存档备份，存于）.
77. ↑  Cicero (c. 45 BC) II.25,54, p.433: "why do they warn us of things which we cannot avoid? Why, even a mortal, if he has a proper sense of duty, does not warn his friends of imminent disasters which can in no way be escaped".
78. 1 2 3 4 5 6  Tetrabiblos I.3 (Loeb: pp.21–23).
79. ↑  Kieckhefer (2000) p.128 （页面存档备份，存于）.
80. 1 2 3 4  Tetrabiblos I.3 (Loeb: pp.25–29).
81. 1 2  Riley (1974) p.255.
82. 1 2  Tester (1987) p.59 （页面存档备份，存于）.
83. ↑  Tetrabiblos I.4  (Loeb: p.37). See also Riley (1988)  p.69.
84. ↑  Tetrabiblos I.5–7 (Loeb:  pp.39–43).
85. ↑  Tetrabiblos I.8 (Loeb:  p.45)。朔望週期的上弦月（first quarter）帶來了一項更加在濕度方面著重的條件；接下來的是溫暖增加；再接下來（在其中的循環週期是向后倒退）撤走濕度並且帶來了一項更加在乾燥方面著重的條件，以及下弦月（final quarter或者是last quarter，其循環週期的截止）撤走溫暖並且帶來了一項更加在寒冷方面著重的條件。
86. ↑  Tetrabiblos I.9 (Loeb: p.47).
87. ↑  Tetrabiblos I.9 (Loeb: p.59).
88. ↑  Tetrabiblos I.10 (Loeb: pp.59–65)。上升點是東方的角，與東風（阿珀利俄忒斯〔Apeliotes〕，東風神）相關聯，祂擅長於乾燥；天頂是南方的角，與南風（諾托斯〔Notus〕，南風神）相關聯，祂擅長於發熱；下降點是西方的角，與西風（仄費洛斯〔Zephyrus〕，西風神）相關聯，祂擅長於潮濕；以及天底是北方的角，與北風（玻瑞阿斯〔Boreas〕，北風神）相關聯，祂擅長於寒冷。
89. ↑  有時候它是意味著托勒密创造回歸黃道（tropical zodiac）或者是在他使用它打破常規的做法中；參閱海倫教授所舉的例子，'Ptolemy's Doctrine of the Terms and its Reception', p.52 （页面存档备份，存于），在Jones (2010)之中，或是羅伯特（Robert）和丹恩（Dann），The Astrological Revolution, (Steiner Books, 2010) p.234 （页面存档备份，存于）。無論如何，很明顯的托勒密只不過是遵循著慣例，這顯示在Geminos's Introduction to the phenomena, 'On the Circle of the Signs' ch.1 （页面存档备份，存于），其中回歸星座（tropical zodiac）在追溯至西元前一世紀的文獻中被給予了詳細解釋說明，並且已知道是以古老學術權威的解釋紀錄為基礎(Evans and Berggren (2006), Preface, p.xvi and Introduction, p.2 （页面存档备份，存于）)；也因為托勒密陳述出它是提供著根據古老來源的方法：。(I.22, Loeb: p.109–111)。
90. ↑  Henry George Liddell, Robert Scott, A Greek-English Lexicon: A: 'τροπ-ή , ἡ, (τρέπω) （页面存档备份，存于） ('turn, turning'); 1.b "each of two fixed points in the solar year, the solstices". Retrieved 24 November 2011.
91. ↑  雖然每72年只有1°的旋转速率（rate of revolution），它在很長的一段時間所加起來。將近2000年已經過去了，由於托勒密在撰寫他的《占星四書》時，這樣的移位是現在接近於整個星座的距離。全部循環週期的完成是在26,000年的歷程以上。——參閱Evans (1998) p.245ff （页面存档备份，存于）。
92. ↑  托勒密僅描述巨蟹座和摩羯座作為‘回歸（tropical）’至點並且提到了牡羊座和天秤座（春季和秋季的星座）作為分點星座（the equinoctial signs）。通常地，其他古代作家提到了俱有四種作為回歸至點，從‘堅固（solid）’星座（金牛座、獅子座、天蠍座以及水瓶座）區別開來，這是指出確立的季節，以及‘有兩個主部的（bi-corporeal）’星座（雙子座、處女座、射手座以及雙魚座），這是托勒密表示這麼稱呼的，因為“they share, as it were, at end and beginning, the natural properties of the two states of weather”。(I.11, Loeb: p.69)。
93. ↑  Tetrabiblos I.11 (Loeb: p.67): "They have received their name from what takes place in them. For the Sun turns when he is at the beginning of these signs and reverses his latitudinal progress, causing summer in Cancer and winter in Capricorn".
94. ↑  藉由對照，维提乌斯·瓦伦斯（Vettius Valens）提到的事實論據是巨蟹座是一個至點星座，作為對於星座14個敘述的術語之一，並且陳設（sets out）出那些“這樣誕生（so born）”的性格特徵，其包括了提到在巨蟹座下出生的人（Cancerian）是“常變化的（changeable）”。（《占星選集》，第一章第二節〔Anthology, I.2〕）。
95. ↑  Tetrabiblos I.11 (Loeb: p.65).
96. ↑  Tetrabiblos I.17 (Loeb: p.79).
97. ↑  他為了這個原因而指出，但駁斥不合邏輯之處，即十二分盘（dodecatemoria）的使用（每個黃道帶的星座成為了2+1⁄2°〔一個星座是30°區間〕片段的12等份之分割）。他的論據是這樣人造的數據分割區間在自然天文週期中是沒有依據的。
98. ↑  舉例而言，在那裡他交待了三種不同的方法，由此星座可以被分類為陽性或陰性。(I.12, pp.69–73)。
99. ↑  Riley (1974) p.247: "Quite different approaches were used by the other astrological writers, who are concerned with practical matters. Dorotheus begins, not with a proof of the validity of astrology or a description of the universe, but with instructions for calculating births, the native's status, the native's parents status, his brothers, and so on".
100. ↑  四世紀的占星術家尤利乌斯·費爾米庫斯·馬特爾努斯（Julius Firmicus Maternus）在他的《数学》，第七章第一節第一段（Mathesis, 7.I.I）之中描述沉默的誓言如何被奧菲斯（Orpheus）、畢達哥拉斯、柏拉圖 以及波菲利所要求。维提乌斯·瓦伦斯宣稱他的教導不應該被賦予無知愚昧或通過偶然遭遇（《占星選集》〔Anthology〕，293.26–29）並且敘述克里托迪莫斯（Критодем；Critodemus）如何從他的學生那裡提取出“可怕的誓言（frightful oaths）”（150.16）。
101. ↑  Riley (1974) p.250: "Ptolemy, for whatever reason, shows few signs of the animosity toward fellow professionals which is so evident in ancient literary society".
102. ↑  Riley (1974) p.236.
103. ↑  Tetrabiblos II,1 (Loeb: p.119): "And since weaker natures always yield to the stronger, and the particular always falls under the general, it would by all means be necessary for those who purpose an inquiry about a single individual long before to have comprehended the more general considerations".
104. 1 2  Tetrabiblos II.2 (Loeb: p.123, 127).
105. ↑  在羅賓斯版本的一個腳註提供了杰羅姆·卡丹（Jerome Cardan）的解釋，即托勒密的“有人居住的世界”被構想著。Robbins (1940) p.129, n. 2)。
106. ↑  三分主星群組是連接著彼此之間是分隔開來120°而坐落的星座，因此從黃道帶的360°圓圈內分割的度數到度數之間，當以線條連接而造成了三角形的形狀。這些三分主星群組是被後人稱為火相星座、土象星座、風象星座以及水象星座，可是托勒密並不是以這樣的方式來指稱祂們。
107. ↑  東北地區為“西徐亞”被指定是雙子座的三分主星（包括天秤座和水瓶座）；東南地區是“大亞洲”被指定是金牛座的三分主星（包括處女座和摩羯座）；以及西南地區是“古代利比亞”，其對應於“非洲西北部”地區，被指定是巨蟹座的三分主星（包括天蠍座和雙魚座）。
108. 1 2 3  Tetrabiblos II.3 (Loeb: pp.131–137).
109. 1 2  Tetrabiblos II.3 (Loeb: pp.157–161).
110. ↑  Tetrabiblos II.4 (Loeb:  p.161).
111. ↑  Tetrabiblos II.4 (Loeb: p.163)。行星的位置是在那兒的每個行星運動，根據地心觀測，看似停頓和改變方向。這導致一段逆行現象的期間之行星進入或離開。
112. ↑  Tetrabiblos II.4 (Loeb: p.163)。請參閱II.7 (Loeb:p.177)，在他感受到蝕相的影響之地區中於那裡遮蔽的程度有助於確定這些的規模。
113. ↑  Tetrabiblos II.6 (Loeb: p.167).
114. ↑  影響作用被認為是最有效力的有：如果蝕相是可見的在這期間的開端接近於上升點；如果於這期間的中間是接近於天頂，以及如果在這期間的結束是接近於下降點。注意到對於其落在重要行星的關連，或者是造成的相位，在其蝕相發生的黃道帶位置上。在這之中，行星那是在新的會合週期（synodic cycles）中上升到进入可見的视野，其表示著影響加劇，然而行星這是在他們會合階段的結束以及在太陽明亮的強光下消失而產生緩和。(II. 6 Loeb: p.169)。
115. ↑  星圖上的四個‘角’顯示出在黃道切割的东方地平线上的（上升點），星圖上面的子午線（天頂），西方地平线上的（下降點）以及星圖下面的子午線（天底）。對於蝕相是可見的因此和占星術相關聯，祂（蝕相）必須發生在地平線上，不是在天頂之前就是天頂之後。如果祂（蝕相）是屬於在上升點與天頂之間，則之前相聯關的角是上升點。如果祂（蝕相）是屬於在天頂與下降點之間，則之前相聯關的角是天頂。
116. ↑  一個步驟是概要地確立重要意義的行星。優先考慮到在蝕相程度上持有優勢的行星，然而如果這行星之前主宰的角也是強而有力的，優先考慮的是取其星圖上的角最接近的那一項。如果這是不可能在祂們之間做出辨別，兩者被用作在影響作用的意義中的一組考量因素。
117. ↑  Tetrabiblos II.8 (Loeb: pp.177–179)。特別注意到對於恆星於上升點上升或是於天頂上達於極點，這些無論那一個是相應於在前述的角。(II.7 Loeb: p.171)。
118. ↑  舉個這可能如何被應用的例子，一個蝕相經由‘吉星（beneficial planet）’木星所支配，進入好的狀態中，將意味著繁榮昌盛與良好的氣象條件，然而一顆行星被認為是具有破壞性的，比如說土星，將意味著匱乏、寒冷的天氣以及洪水氾濫。(II.8 Loeb:pp.181–183)。如果事件涉及黃道帶的至點星座，這影響可能與政治有關聯，然而固定星座（fixed signs）則指出地基與建築結構，同時变动星座（common signs就是mutable signs）則指出人類與君王。如果涉及的是動物星座，其影響是與獸群（herds）或是牛群有關，但是如果星座或星群呈現的是水或魚的形式，這影響可以連結到海洋、船隊以及洪水。關於‘陸生（terrestrial）’星座（這些描繪的是以生活在陸地上人類或者動物）方面，那北方星座（northern signs）預知比如從陸地上所發生地震的問題，同時那南方星座（southern signs）帶來了意想不到的降雨。(II.7 Loeb:pp.171–175)。
119. ↑  Tetrabiblos  II.8 (Loeb: p.191).
120. ↑  Ptolemy, Almagest (2nd century) III.7.
121. ↑  Tetrabiblos II.9 (Loeb: p.193): "For if they appear black or livid they signify the effects which were mentioned in connection with Saturn's nature; if white, those of Jupiter; if reddish, those of Mars; if yellow, those of Venus; and if variegated, those of Mercury. If the characteristic colour appears to cover the whole body of the luminary or the whole region surrounding it, the predicted event will affect most of the parts of the countries; but if it is in any one part, it will affect only that part against which the phenomenon is inclined".
122. ↑  Tetrabiblos II.9 (Loeb: p.193).
123. ↑  Riley (1988) p.76。在註腳15中萊利（Riley）也指出法蘭茨·波爾（Franz Boll）的論據說法是這本書（卷壹）借用的一些組成結構是來自波希多尼（Posidonius）。
124. ↑  Tetrabiblos II.8 Loeb:  p.189): "Consequently questions of this kind would reasonably be left to the enterprise and ingenuity of the mathematician, [i.e., astrologer] in order to make the particular distinctions".
125. ↑  Tetrabiblos II.10 (Loeb: p.199).
126. ↑  Tetrabiblos II.13 (Loeb:   p.219).
127. ↑  Tetrabiblos II.12 (Loeb:   p.213).
128. 1 2 3  Tetrabiblos III.1 (Loeb: pp.221–7).
129. ↑  Tetrabiblos III.1 (Loeb: p.225)。這項解釋是反映在隨後的討論中，是探討對於從受孕的那一刻，雖然仍未與母體分開，為什麼出生的那一刻更加的確切。舉例而言，約翰尼斯·克卜勒（Johannes Kepler）是遵循著托勒密的學說，當他在他的《第三方調解》（Tertius Interveniens，1610年）中寫道：。參閱7.1 Portuguese Web Archive的存檔，存档日期2009-07-12 of Translated excerpts by Dr. Kenneth G. Negus on Cura （页面存档备份，存于）, retrieved 17 November 2011.
130. ↑  Tetrabiblos III.2 (Loeb: p.231).
131. ↑  托勒密的方法包括在先前的朔望（在出生之前的新月或滿月）之計算考虑。這份文獻詮釋的古老占星技巧之原則在其他地方被稱為‘指標的生时校正方法（Animodar method of rectification，Animodar可能源自阿拉伯文رادومنلا，英譯上很可能是Indicator，即指示符或指標，請參閱BOOK OF ASTRONOMY （页面存档备份，存于） xxviii）’（或是稱為‘赫耳墨斯的對照／系統〔System/Trutine of Hermes〕’，trutine是來自希臘文trutanē，拉丁文寫作trutina，英譯上的意思是balance、pair of scales，請參閱SEADICT.COM在线词典 （页面存档备份，存于））這成為中世紀和文藝復興時期的占星術家標準校正步驟。
132. ↑  Tetrabiblos III.6 (Loeb: p.255).
133. ↑  舉例而言(III.8)：。
134. ↑  Tester (1987) p.84 （页面存档备份，存于）: "That the topic was of great importance is shown by the length of Ptolemy’s chapter and the number of illustrations he gives to help the reader understand an immensely complex procedure.  This is very unusual since Ptolemy tends to avoid details of practice, and consequently needs and uses few illustrations".
135. ↑  Tester (1987) p.84 （页面存档备份，存于）. Original source given as L’astrologie greque, 404 (Paris: Leroux, 1899).
136. ↑  Tetrabiblos III.10 (Loeb:  p.285).
137. ↑  Riley (1988) p.68.
138. ↑  Tester (1987) p.61 （页面存档备份，存于）.
139. 1 2  Campion, Nicholas, 'Astronomy and the Soul', in Tymieniecka (2010) p.250.
140. ↑  Campion, Nicholas, 'Astronomy and the Soul', in Tymieniecka (2010) p.251 (acknowledging reference to Van der Waerden, Bartel, (1974) Science awakening, vol. II, 'The birth of astronomy'. Leyden and New York: Oxford University Press).
141. ↑  Tetrabiblos III.13 (Loeb: p.333). See also Campion in Tymieniecka (2010) p.251.
142. 1 2  Tetrabiblos III.14 (Loeb: pp.365–9).
143. 1 2  Tetrabiblos IV.1 (Loeb: p.373).
144. ↑  Tetrabiblos IV.1 (Loeb: p.373).
145. ↑  Lilly (1647) p.143，（舉例而言）根據托勒密在他的第二十三章重複的教導：‘Of the Part of Fortune and how to take it, either by day or night’。
146. ↑  Greenbaum, Dorian G., 'Calculating the Lots of Fortune and Daemon in Hellenistic astrology', in Burnett and Greenbaum (2007) pp.171–173, 184–5.
147. ↑  Tetrabiblos IV.5 (Loeb: pp.393–5).
148. ↑  Tester (1987) p.84 （页面存档备份，存于）.
149. ↑  Tetrabiblos III.3 (Loeb:  p.223).
150. 1 2 3  Tetrabiblos IV.10 (Loeb:  pp.439–441).
151. ↑  Tetrabiblos IV.10 (Loeb:  pp.443–447).
152. ↑  Tetrabiblos IV.10 (Loeb:  pp.451–455)。欲知更多有關這些技巧，請參閱占星術的進展。
153. 1 2  Robbins (1940) 'Translator's Introduction',  p.xxi.
154. ↑  Schmidt (1998) book IV, p.50.
155. ↑  Tetrabiblos IV.10 (Loeb:  p.459)。也可以參閱Robbins (1940) 'Translator's Introduction', p.xxi對於文風不同的討論。這註解的引用是根據自“巴黎本2425號（Parisinus 2425）”。
156. ↑  Riley (1974) p.235.
157. 1 2 3 4 5 6 7 8 9  Houlding, Deborah 'Ptolemy's terms and conditions: the transmission of Ptolemy's terms; an historical overview, comparison and interpretation', in Burnett and Greenbaum (2007); reproduced online at Skyscript （页面存档备份，存于） (see p.3–4,6,11,15); retrieved 7 December 2011.
158. ↑  參閱霍丁（Houlding）在Burnett and Greenbaum (2007) p.277；以及查理斯·般纳（Charles Burnett）在對於由約翰內斯·埃尔瓦吉乌斯（Johannes Hervagius）在1533年重現的蒂沃利的柏拉圖（Plato de Tivoli）譯本序言中的的‘短評（notice）’（藉由Warburg Institute （页面存档备份，存于）在數位格式中能夠找到，2011年11月19日檢索）。
159. ↑  Heilen, Stephan, 'Ptolemy's Doctrine of the Terms and its Reception', in Jones (2010) p.70.
160. 1 2  Westman (2011) p.43
161. 1 2 3  Heilen, Stephan, 'Ptolemy's Doctrine of the Terms and its Reception', in Jones (2010), pp.62–63 （页面存档备份，存于）.
162. ↑  Ashmand (1822) 'Preface' pp.xvii （页面存档备份，存于）。在1635年爱思唯尔版本中這‘發表’的作者是不得而知，即報告說“是幾年前翻譯的（was translated a few years ago）”以及其作者奧拉提烏斯（Allatius）的說法：。
163. ↑  參閱霍丁（Houlding），在Burnett and Greenbaum (2007), p.266 n.12，對於早期的英譯語言版本的討論。
164. ↑  Robbins (1940) 'Translator's Introduction' IV, in particular  p.xviii. See also Hübner (1998) p.xiii.
165. 1 2  Robbins (1940) 'Translator's Introduction' p.xxiii.
166. ↑  Robbins (1940) 'Translator's Introduction' p.xiv: "Professor Franz Boll, whose studies of Ptolemy have been cited many times already, had begun work upon a new edition of the Tetrabiblos prior to his lamented death, July 3, 1924. His pupil, Fräulein Emilie Boer, however, continued Boll’s task, and the appearance of their completed text has been awaited since 1926. I regret very much that my own work on the present text and translation could not have profited from the results of the textual studies of these two scholars".
167. ↑  Schmidt (1994) book I, p.vii–viii.
168. ↑  Tiziano Dorandi, The Classical Review (2000), New Series, Vol. 50, No. 1, pp. 30–32 (reported by Houlding in Burnett and Greenbaum (2007) p.273).
169. 1 2 3 4  Grafton (1999) pp.136–7 （页面存档备份，存于）.
170. 1 2  Heilen, Stephan, 'Ptolemy's Doctrine of the Terms and its Reception', in Jones (2010), pp.65–66 （页面存档备份，存于）.
171. ↑  Robbins (1940) 'Translator's Introduction', III p.xvi.
172. ↑  See for example, Robbins (1940) p.98, n.2 and p.106, n.2.
173. 1 2 3  Sela (2003) pp.321–2 （页面存档备份，存于）.
174. 1 2 3  Houlding (2006) 'Introduction' （页面存档备份，存于）.
175. ↑  Houlding (2006) 'Introduction' （页面存档备份，存于）; Tester (1987) pp.154–5 （页面存档备份，存于）.

## 延伸閱讀
- Theoretical and Practical Astrology: Ptolemy and his Colleagues（页面存档备份，存于） by Mark Riley, 1974; Transactions of the American Philological Association, 117, (Baltimore; London: Johns Hopkins University Press). Explores the difference of approach taken by Ptolemy to that of other contemporary astrologers.
- Science and Tradition in the Tetrabiblos（页面存档备份，存于） by Mark Riley, 1988; Proceedings of the American Philosophical Society, 132.1, (Philadelphia: American Philosophical Society). Considers the question of what Ptolemy contributed to astrology and why his work was so significant.

## 外部連結

### 《占星四書》英文副本以及相關文獻
- Henry Coley, Centiloquium（页面存档备份，存于） from Clavis Eliminata (1676); London: Josuah Coniers. Skyscript; retrieved 26 November 2011.
- J. M. Ashmand's translation of Paraphrase（页面存档备份，存于） (1822); London:  Davis and Dickson.  Sacred Texts Archive; retrieved 16 November 2011.
- James Wilson's translation Paraphrase（页面存档备份，存于） (1828); London: William Hughes.  Google Books; retrieved 16 November 2011.
- Frank E. Robbins' translation of Tetrabiblos（页面存档备份，存于） (1940);  Cambridge, Mass.: Harvard University Press; London: W. Heinemann. LacusCurtius; retrieved 16 November 2011.
- Frank E. Robbins' translation of Tetrabiblos bound with W. G. Waddell's translation of Manetho's History of Egypt (1940). Cambridge, Mass.: Harvard University Press; London: W. Heinemann. Internet Archive, retrieved 16 November 2011.

### 《占星四書》希臘文與拉丁文副本以及相關文獻
- Erhard Ratdolt, Venice, 1484. First printed Latin edition of Tetrabiblos based on Egidio Tebaldi's 13th-century Latin translation out of Arabic. Also includes the Centiloquium and Commentary by Haly Abenragel（英语：Haly Abenragel） (Albohazen).  Biblioteca Virtual del Patrimonio Bibliografico; retrieved 10 November 2011.
- Bonetum Locatellum, Venice, 1493（页面存档备份，存于）. Compemdium of Latin texts including the Tetrabiblos, Centiloquium, and 阿里·伊本·里德旺's Commentary.  Gallica Bibliothèque nationale de France; retrieved 20 November 2011.
- Heirs of Octavius Scoti, Venice, 1519（页面存档备份，存于）. Compendium of Latin texts including the Tetrabiblos and Centiloquium.  Universidad de Sevilla; retrieved 20 November 2011.
- Johannes Hervagius, Basel, 1533（页面存档备份，存于）. Latin edition based on Plato de Tivoli（英语：Plato Tiburtinus）'s translation. Warburg Institute; retrieved 19 November 2011.
- Heinrich Petri, Basel, 1541. Latin edition containing Ptolemy's Almagest, Tetrabiblos, and the Centiloquium. Biblioteca Virtual del Patrimonio Bibliografico; retrieved 19 November 2011.
- Heinrich Petri, Basel, 1591. Latin reproduction of Hieronymous Wolf's translation the 'anonymous' Commentary attributed to Proclus. Biblioteca Virtual del Patrimonio Bibliografico; retrieved 19 November 2011.
- Leo Allatius, Lugd. Batavorum, 1635（页面存档备份，存于）. Greek and Latin translation of the 'anonymous' Proclus Paraphrase (Procli Diadochi Paraphrasis) based on manuscripts housed in the Vatican Library (oldest dates to 10th century: Codex Vaticanus Graecus 1453). Warburg Institute; retrieved 19 November 2011.
- Emily Boer, Leipzig, 1961（页面存档备份，存于）. Greek language edition of the Centiloquium published by Teubner. Open Library; retrieved 26 November 2011.

### 希臘文與拉丁文有大量引用、參考《占星四書》以及《占星四書評注》的占星著作
- Jerome Cardan, Lyon, 1578（页面存档备份，存于）. Cl. Ptolemæi, de Astrorum Iudiciis (Latin). Herzog August Bibliothek Wolfenbuttel; retrieved 19 November 2011.
- Francisco Junctinus, Basel, 1583（页面存档备份，存于）. Speculum astrologiae (Latin). Universad de Sevilla; retrieved 19 November 2011.